# Польша во Второй мировой войне
1 сентября 1939 года нацистская Германия напала на Польшу, что стало началом Второй мировой войны. Польские войска оборонялись, но силы были неравны. 17 сентября 1939 года войска СССР пересекли восточную границу Польши, выдвинувшись на линию, примерно соответствовавшую линии Керзона и оговорённую в секретных протоколах к пакту Молотова — Риббентропа как линия разделения советской и германской «сфер интересов». 6 октября 1939 года капитулировал последний очаг организованного польского сопротивления. Но Польша не капитулировала, её правительство и часть вооружённых сил продолжили борьбу.
В оккупированной Польше был установлен жестокий оккупационный режим, с которым вело борьбу движение Сопротивления, главной силой которого была Армия крайова.
Летом 1944 года войска СССР вступили на территорию Польши. 21 июля 1944 года в Хелме польскими коммунистами и их союзниками был создан Польский комитет национального освобождения — временное просоветское правительство Польши, несмотря на то, что законным правительством Польши в тот момент себя считало правительство Польши в изгнании. В августе 1944 года Армия крайова подняла восстание в Варшаве, но 2 октября 1944 года восставшие были вынуждены капитулировать.
Вся территория Польши была освобождена советскими войсками в 1945 году.

## Немецкое вторжение

Сентябрьская кампания 1939 года

1 сентября 1939 года в 04:45 утра, согласно плану «Вайс», немецкие войска без объявления войны начали наступление на всём протяжении германо-польской границы, а также с территории Моравии и Словакии. Линия фронта составила около 1600 км. Несколько минут спустя, учебный линкор «Шлезвиг-Гольштейн» начал обстрел польской военно-морской базы Вестерплатте в городе Данциг. Этот обстрел считается первыми выстрелами начавшейся войны. Началась семидневная оборона Вестерплатте.
Однако уже в первые три дня кампании польские вооружённые силы проиграли несколько сражений в приграничных областях. Немецкие моторизованные части прорвали оборонительные позиции польских армий «Лодзь» и «Краков».
В результате ударов немецкой авиации польская армия «Модлин» была дезорганизована и стала хаотически отступать на восточный берег Вислы. Армия «Лодзь» не смогла удержать позиции на реках Варта и Видавка. Положение армий «Пруссия» и «Краков» также стало критическим.
3 сентября были убиты около 2000 граждан польского города Быдгощ, немцев по национальности. До сих пор не выяснено, кто стрелял в мирных жителей. По одной версии, это были польские партизаны. По другой версии, в городе произошли столкновения немецких диверсантов, которым оказали некоторую поддержку местные жители немецкого происхождения, с частями регулярной польской армии.
3 сентября в ответ на нападение Германии на Польшу Великобритания и Франция, в соответствии с франко-польским и британо-польским договорами о взаимопомощи, объявили войну Германии. Однако французская и британская армии активных боевых действий вести не стала (так называемая «Странная война»).

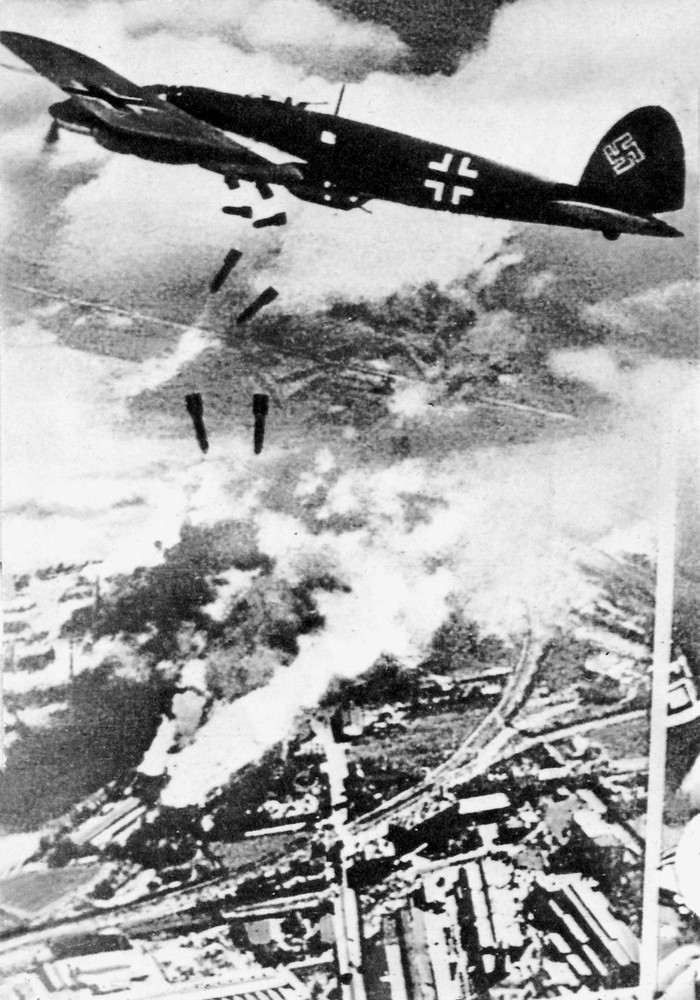
Немецкий He 111 бомбит Варшаву

6 сентября польское верховное командование приказало армиям «Поморье», «Познань», «Лодзь» и «Пруссия» отступить на позиции на Висле. В этот же день столицу страны покинули президент Игнаций Мосцицкий и правительство Польши, а Главный штаб переместился в Брест.

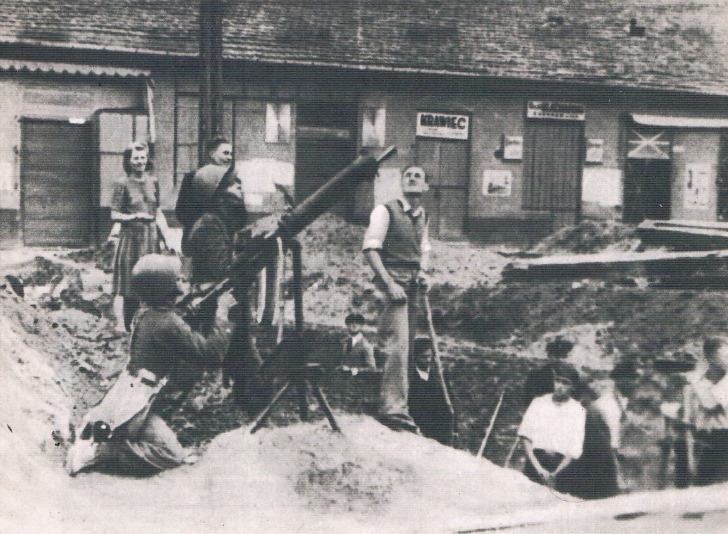
Защитники Варшавы

8 сентября немецкие танки подошли к Варшаве. В этот же день маршал Рыдз-Смиглы приказал всем польским войскам по возможности отходить на восток, чтобы организовать оборону возле границы с Румынией. Маршал надеялся, что в этом лесном регионе, в условиях наступающей осени, быстрое продвижение моторизованных частей немцев замедлится. Кроме того, маршал надеялся, что через Румынию пойдут поставки вооружений от западных союзников.
10 сентября ставка польского командования была перемещена во Владимир-Волынский. В этот же день польские армии «Познань» и «Поморье» под командованием генерала Кутржебы начали контрнаступление с рубежа реки Бзура. Поначалу оно было успешным, но уже 12 сентября немцы вновь перешли в наступление и нанесли полякам тяжёлые потери. Войска Кутржебы пытались отступить к Варшаве, но были окружены немцами. Последним приказом Главного штаба был приказ от 10 сентября, после чего общего командования фронтами не было. Покинув Брест польское командование потеряло на несколько дней всякое управление войсками. При этом Гитлер находился под Варшавой с 12 сентября.
9—11 сентября польское руководство вело переговоры с Францией о предоставлении убежища для правительства.
12 сентября немецкие войска достигли Львова. 14 сентября начались бои в Брестской крепости (немцы взяли крепость 17 сентября).
16 сентября польские силы были окружены в районе Люблина.
16 сентября начались польско-румынские переговоры о транзите польского руководства во Францию.
В ночь на 17 сентября остатки армии «Познань» попытались прорваться через позиции немцев, но лишь немногим удалось достичь Варшавы и Модлина.
17 сентября войска СССР начали наступление с восточной границы Польши, выдвинувшись на линию, примерно соответствовавшую линии Керзона и оговорённую в секретных протоколах к пакту Молотова — Риббентропа как линия разделения советской и германской «сфер интересов». Маршал Рыдз-Смиглы приказал польским войскам, располагавшимся на границе с СССР (17 пехотных батальонов и 6 кавалерийских эскадронов) отходить к границе с Румынией, не вступая в бои с Красной Армией, кроме случаев нападения с её стороны. Вопреки этому приказу, оборона Гродно длилась до 22 сентября, Львова до 23 сентября.
17 сентября президент, правительство и главнокомандующий вооружёнными силами покинули территорию Польши. Всё это усугубило хаос и подрывало обороноспособность польских войск, но бои продолжались.

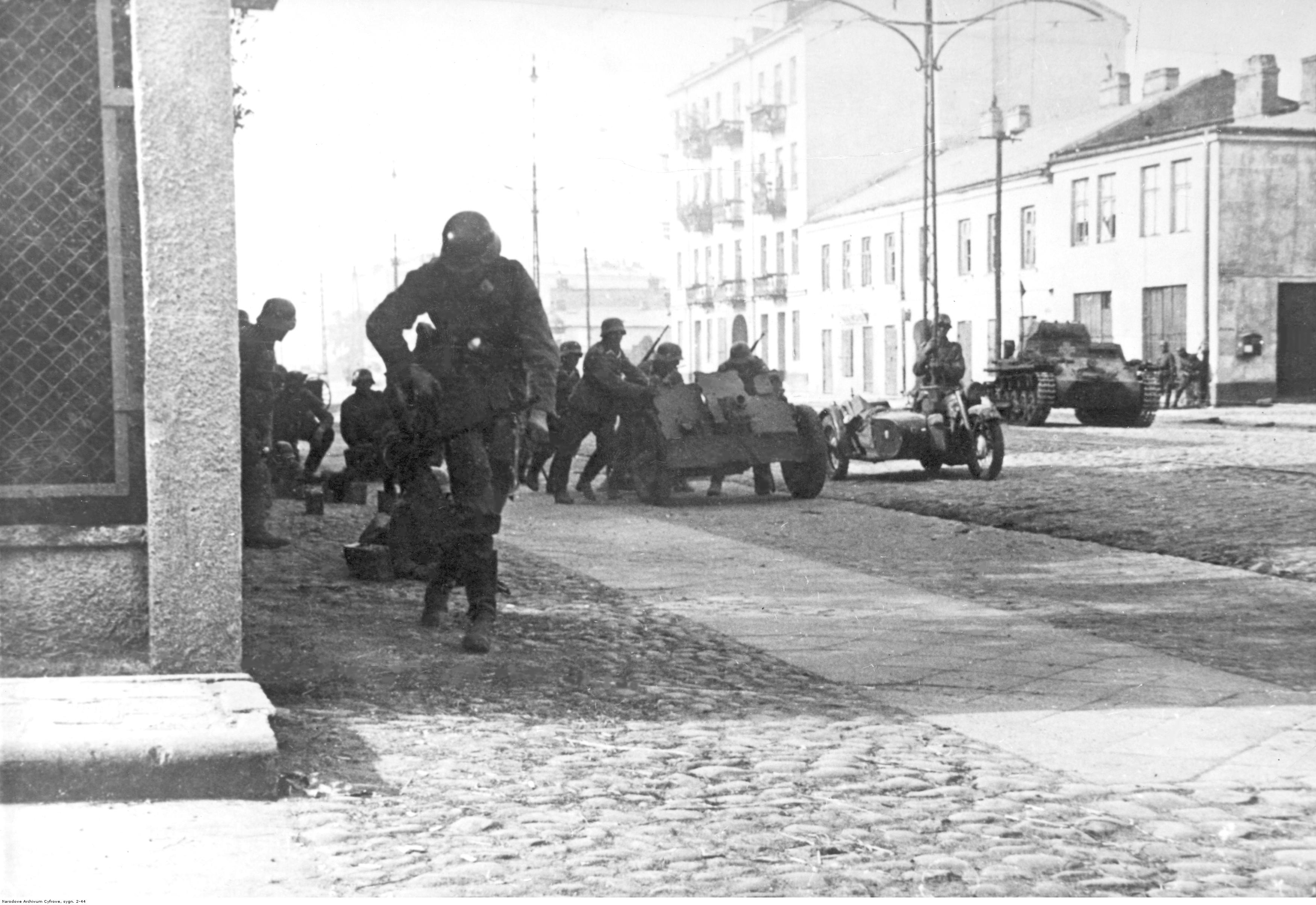
Немецкие войска в Варшаве, 27 сентября 1939 года

28 сентября, после сильных авиаударов и артобстрелов, капитулировал гарнизон Варшавы.
29 сентября прекратились бои в Модлине. 2 октября прекратилось сопротивление поляков на полуострове Хель.

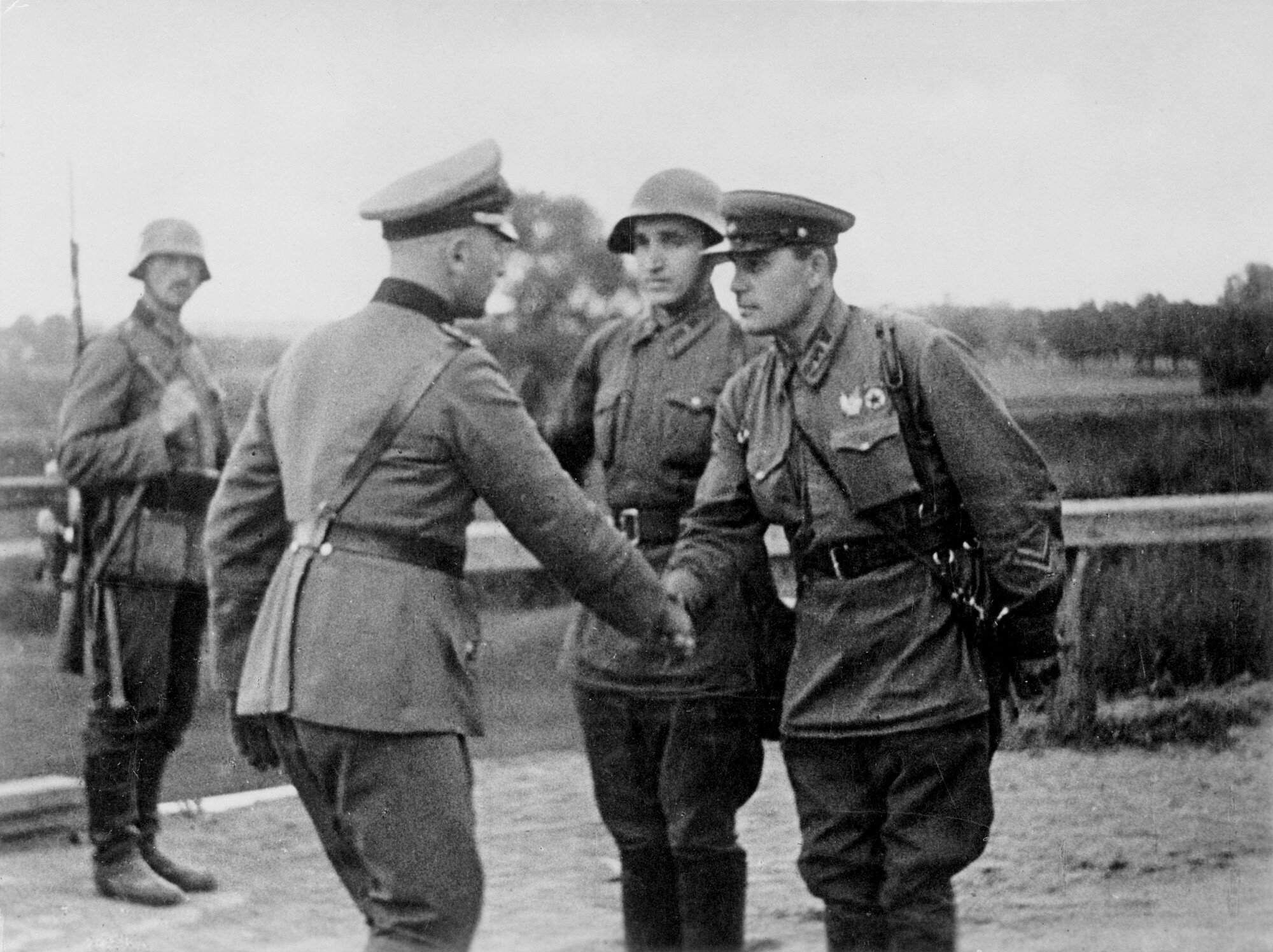
Сентябрь 1939 года, конец польской кампании. Немецкий и советский офицеры пожимают друг другу руки.

6 октября капитулировал последний очаг организованного польского сопротивления в Коцке.

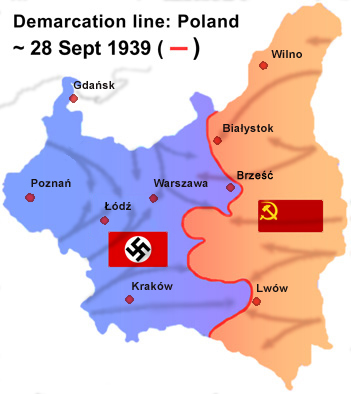
Раздел Польши Советским Союзом и Германией

По современным оценкам, в ходе боевых действий в сентябре 1939 года польская армия потеряла 66 тыс. военнослужащих убитыми, 133 700 ранеными и около 400 тыс. пленными. Около 70000 польских солдат отступили в Венгрию и Румынию, 20000 — в Латвию и Литву, в основном с целью попасть во Францию для продолжения боёв на стороне союзников. 30 сентября 1939 года в Париже было создано польское правительство в изгнании. Потери немецкой армии составили около 14 тысяч убитыми и пропавшими без вести, 319 танков и бронемашин, 195 орудий и миномётов, 11 584 автомашин и мотоциклов. Боевые потери РККА во время вторжения в Польшу, по данным российского историка Григория Кривошеева, составили 1173 человека убитыми, 2002 ранеными и 302 пропавшими без вести.
Однако Польша не капитулировала, её правительство и часть вооружённых сил продолжили борьбу.

## Немецкая оккупация

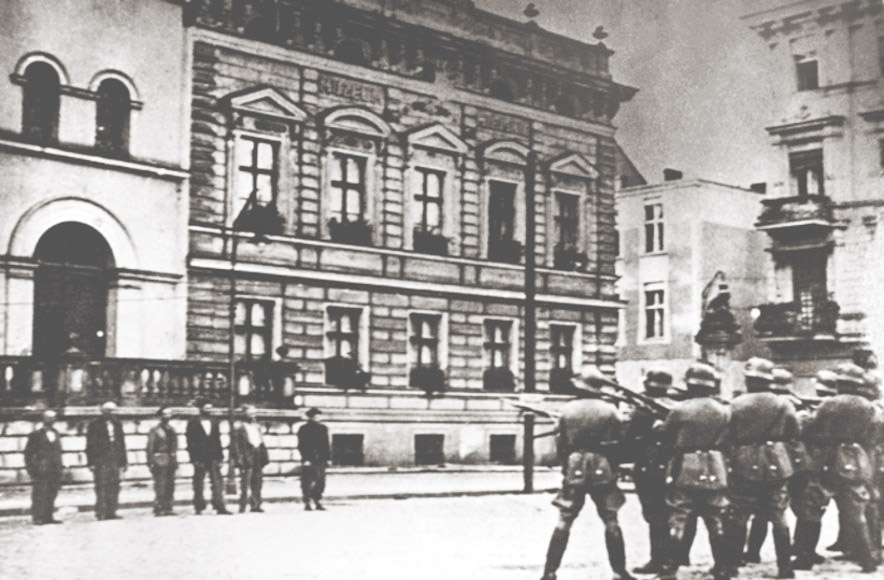
Расстрел солдатами вермахта польских заложников в Быдгощи, 9 сентября 1939 года

После раздела Польши между Германией и Советским Союзом большая часть польской территории отошла нацистской Германии. На этой части проживало большинство этнических поляков. Советскому Союзу отошла территория Западной Украины и Западной Белоруссии за установленной по итогам Первой мировой войны Линией Керзона, которую Польша в 1920 году перешла, захватив территории, где большинство населения составляли белорусы на севере и украинцы на юге.

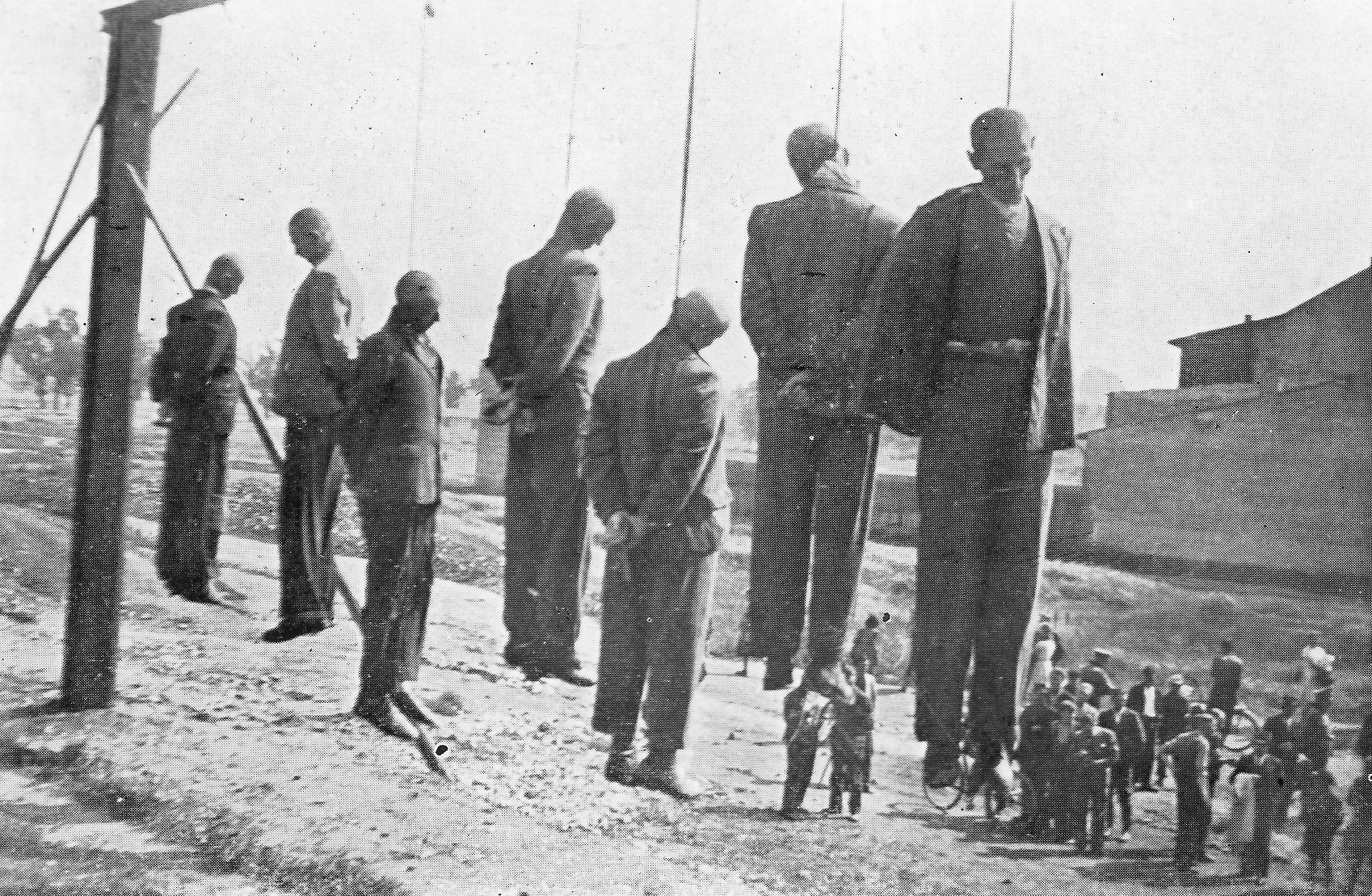
Публичная казнь польских железнодорожников за участие в Сопротивлении около станции Плашув-Прокоцим (Краков), 26 июня 1942 года

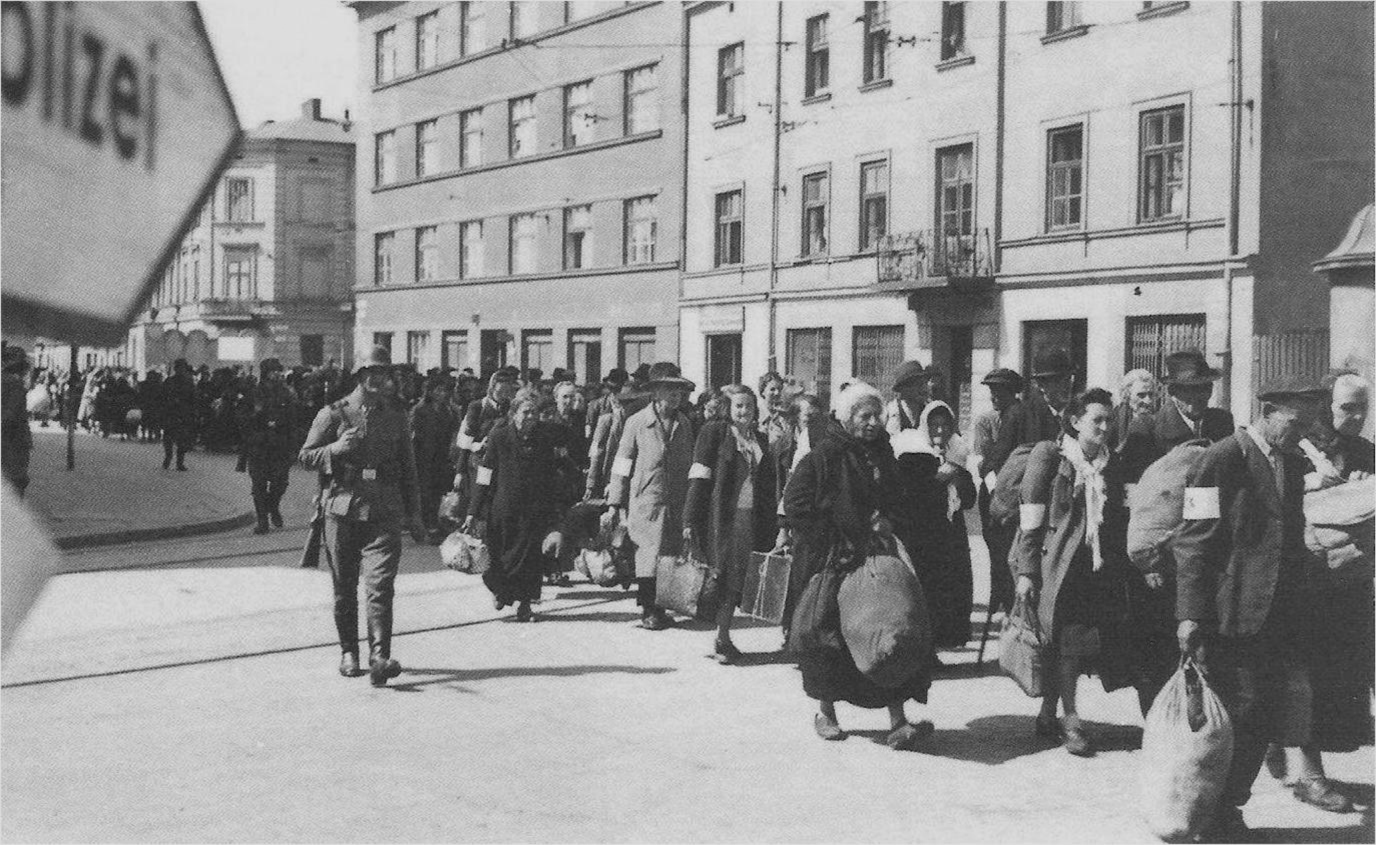
Ликвидация Краковского гетто, март 1943 года. Евреев ведут под конвоем на железнодорожную станцию для отправки в Освенцим.

8 октября 1939 года в соответствии с декретом Адольфа Гитлера большая часть Западной Польши, площадь которой составляла около 94 тысяч км², была присоединена к Германии.
26 октября 1939 года аннексированные польские земли были включены в состав двух новых имперских округов:
- рейхсгау «Западная Пруссия», которое 2 ноября 1939 года в ходе административной реформы было преобразовано в рейхсгау «Данциг — Западная Пруссия»;
- рейхсгау «Познань» (Reichsgau Posen), которое 29 января 1940 года в ходе административной реформы было преобразовано в рейхсгау «Вартеланд».

На этой территории проживало около 10 млн человек, большинство из которых были поляками. Германское правительство переселило на эти территории около 600 тысяч немцев из Восточной Европы и 400 тысяч из нацистской Германии. По мнению Дюкера, число прибывших на территорию Польши немцев к 1942 году достигло двух миллионов.
До конца 1944 года в немецкую армию было призвано около 450 тысяч граждан довоенной Польши, ситуации, когда кто-то бежал от мобилизации, случались крайне редко. В общем можно считать, что через немецкую армию во время войны прошло около полумиллиона граждан довоенной Польши..
12 октября 1939 года руководителем управления по делам населения польских оккупированных территорий был назначен Ганс Франк.
27 октября 1939 года оккупированные территории Польши были переданы в управление гражданской оккупационной администрации. 12 декабря 1939 года было создано генерал-губернаторство (нем. Generalgouvernement) со столицей в Кракове, генерал-губернатором остался Ганс Франк.
На территории «генерал-губернаторства» и присоединённых к Германии польских землях была проведена классификация населения на категории с разными правами в соответствии с национальностью и происхождением, началось осуществление «расовой политики». Граждане немецкой национальности («рейхсдойче» и «фольксдойче») имели привилегированное положение, поляки были лишены гражданских прав, а отдельные категории населения (евреи, цыгане, душевнобольные) подлежали физическому уничтожению. В апреле 1940 года Франк объявил, что Краков должен стать самым расово чистым городом под его управлением.
В октябре 1939 года началось создание польской полиции генерал-губернаторства.
В 1940 году на территории «генерал-губернаторства» были созданы лагеря военнопленных, в которые начали поступать военнопленные союзных армий — французы, норвежцы, бельгийцы, голландцы, а позднее — греки, югославы.
После нападения нацистской Германии на СССР 22 июня 1941 года границы генерал-губернаторства вновь изменились: в его состав были включены «дистрикт Галиция» (создан 1 августа 1941 года) и «Округ Белосток».
Немцы последовательно проводили политику, направленную на разобщение и внутреннее размежевание населения, проживавшего на оккупированной территории Польши, разжигание межнациональных конфликтов. 
Директива Управления расовой политики от 28 ноября 1940 года «Некоторые соображения об обращении с лицами не немецкой национальности на Востоке» содержала предписание: «При обращении с лицами не немецкой национальности на Востоке мы должны проводить политику, заключающуюся в том, чтобы как можно больше выделять отдельные народности, то есть наряду с поляками и евреями выделять украинцев, белорусов, гуралей, лемков и кашубов. А если где-либо можно ещё обнаружить остатки национальностей, то выделять и их… выходцев из таких народностей, особенно небольших по численности, мы будем использовать в качестве служащих полиции и бургомистров… нельзя допускать объединения народностей».
С сентября 1939 по апрель 1940 был методично осуществлён расстрел около 50 тысяч учителей, священников, представителей вольных профессий и поместного дворянства, общественных и политических деятелей, а также отставных военных и членов патриотических организаций. Ещё 50 тысяч были депортированы в концлагеря, где выжила лишь ничтожная их часть. Расстрелы производились в разных регионах Польши..
В мае—июле 1940 года на территории Генерал-губернаторства прошла Чрезвычайная акция по умиротворению (нем. Außerordentliche Befriedungsaktion), преследовавшая аналогичные цели.
Жители Польши массово угонялись на принудительные работы в Германию.

## Польские вооружённые силы в эмиграции

### Польские части во Франции и Норвегии (1939—1940)
Польские воинские части во Франции начали формироваться после подписания 21 сентября 1939 года франко-польского протокола.
Главнокомандующим польскими силами во Франции стал генерал Владислав Сикорский. В конце 1939 года были сформированы польские 1-я и 2-я пехотные дивизии.
В феврале 1940 года была сформирована отдельная горная стрелковая бригада (командир — генерал Зигмунт Богуш-Шишко), которая была включена в состав англо-французских экспедиционных сил, намеченных к отправке в Финляндию для войны против СССР. Однако 12 марта 1940 года между Финляндией и СССР был заключён мир, и в начале мая 1940 года бригада была отправлена в составе экспедиционного англо-французского корпуса в Норвегию для войны против немцев.
В Норвегии польская бригада успешно штурмовала занятые немцами посёлки Анкенес и Ниборг, немцы были оттеснены к шведской границе. После начала немецкого наступления во Франции к июню 1940 года силы союзников покинули Норвегию.
Находившаяся во Франции польская 1-я пехотная дивизия (3 мая 1940 переименованная в 1-ю гренадерскую дивизию) под командованием генерала Бронислава Духа была отправлена на фронт в Лотарингию. 16 июня польская дивизия была почти окружена немцами и получила приказ французского командования отступить. 19 июня генерал Сикорский приказал дивизии отступать на юг Франции или, если удастся, в Швейцарию. Однако этот приказ было трудно выполнить, и потому достичь юга Франции удалось только 2 тысячам поляков, в Швейцарию ушли около тысячи. Точные потери дивизии неизвестны, но было убито не менее тысячи поляков, ещё не менее 3 тысяч ранено.
В Лотарингии также сражалась польская 2-я пехотная дивизия (переименованная во 2-ю стрелковую дивизию) под командованием генерала Пругар-Кетлинга. 15 и 16 июня эта дивизия прикрывала отход французского 45-го корпуса к швейцарской границе. Поляки перешли в Швейцарию 20 июня и были интернированы там до конца Второй мировой войны.
Помимо пехоты, в польских вооружённых силах во Франции была 10-я броне-кавалерийская бригада под командованием генерала Станислава Мачека. Она находилась в Шампани и с 13 июня прикрывала отход двух французских дивизий. Затем по приказу бригада отступила, но 17 июня была окружена. Сумев прорваться через немецкие линии, бригада была эвакуирована в Британию.
Кроме того, в боевых действиях во Франции участвовали несколько польских противотанковых рот, приданных французским пехотным дивизиям.
Польские 3-я и 4-я пехотные дивизии в июне 1940 были в стадии формирования и не принимали участие в боях. Всего в конце июня 1940 польские вооружённые силы во Франции насчитывали около 85 тысяч.
Когда поражение Франции стало очевидным, главнокомандующий польскими силами решил эвакуировать их в Британию. 18 июня 1940 генерал Сикорский вылетел в Англию. На встрече в Лондоне он заверил британского премьер-министра Уинстона Черчилля, что польские войска не собираются сдаваться немцам и хотят воевать до полной победы. Черчилль распорядился об организации эвакуации польских войск в Шотландию.
В итоге эвакуироваться в Британию удалось 17 тысячам польских солдат и офицеров.

### Польские части в Сирии, Египте и Ливии
В апреле 1940 в Сирии была сформирована польская Карпатская стрелковая бригада под командованием полковника Станислава Копаньского (из бежавших через Румынию польских солдат и офицеров, которая в дальнейшем пополнялась за счёт бывших военнослужащих вермахта польской национальности — дезертиров и военнопленных).
После сдачи французских войск в Сирии немцам, французское командование приказало сдаться в немецкий плен и полякам, однако полковник Копаньский не подчинился этому приказу и увёл польскую бригаду в британскую Палестину.
В октябре 1940 бригада была передислоцирована в Египет.
В октябре 1941 польская Карпатская бригада была высажена в осаждённом немцами ливийском городке Тобрук, чтобы помочь оборонявшейся там 9-й австралийской пехотной дивизии. В декабре 1941 союзные войска ударили по немецким и итальянским войскам, 10 декабря осада Тобрука была прекращена. 14-17 декабря 1941 польская бригада участвовала в сражении в районе Газалы (в Ливии). Из 5 тысяч бойцов поляки потеряли убитыми и ранеными более 600.

### Польские части в Британии

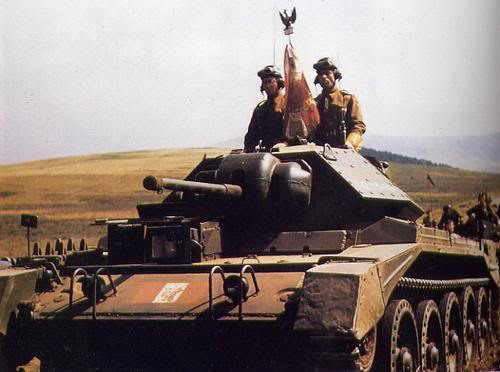
Танк «Crusader Mk II» 1-й польской танковой дивизии в Хаддингтоне, Шотландия. 1943

В августе 1940 британский премьер-министр Черчилль подписал польско-британское военное соглашение, позволявшее польским войскам дислоцироваться в Британии. Польские вооружённые силы в Британии получили такой же статус, как и войска стран Британского содружества, и получили право на формирование новых польских частей.
К концу августа 1940 польские сухопутные силы в Британии состояли из 5 стрелковых бригад (3 из них были укомплектованы практически только командным составом, из-за недостатка рядовых).
28 сентября 1940 польский главнокомандующий генерал Сикорский отдал приказ о формировании 1-го польского корпуса.
В октябре 1941 4-я стрелковая бригада была переформирована в 1-ю отдельную парашютную бригаду (под командованием полковника Сособовского). В феврале 1942 началось формирование польской 1-й танковой дивизии (под командованием генерала Мачека).
После гибели генерала Сикорского в 1943 году, главнокомандующим польскими войсками стал генерал Сосновский.

### Польские части в Югославии
Некоторые польские военные участвовали в боях против Германии и её союзников на территории Югославии: при поддержке польской общины Боснии и Герцеговины в партизанской Народно-освободительной армии Югославии был сформирован 5-й польский батальон 14-й центральнобоснийской бригады.

### Польские части в СССР (1941—1942)

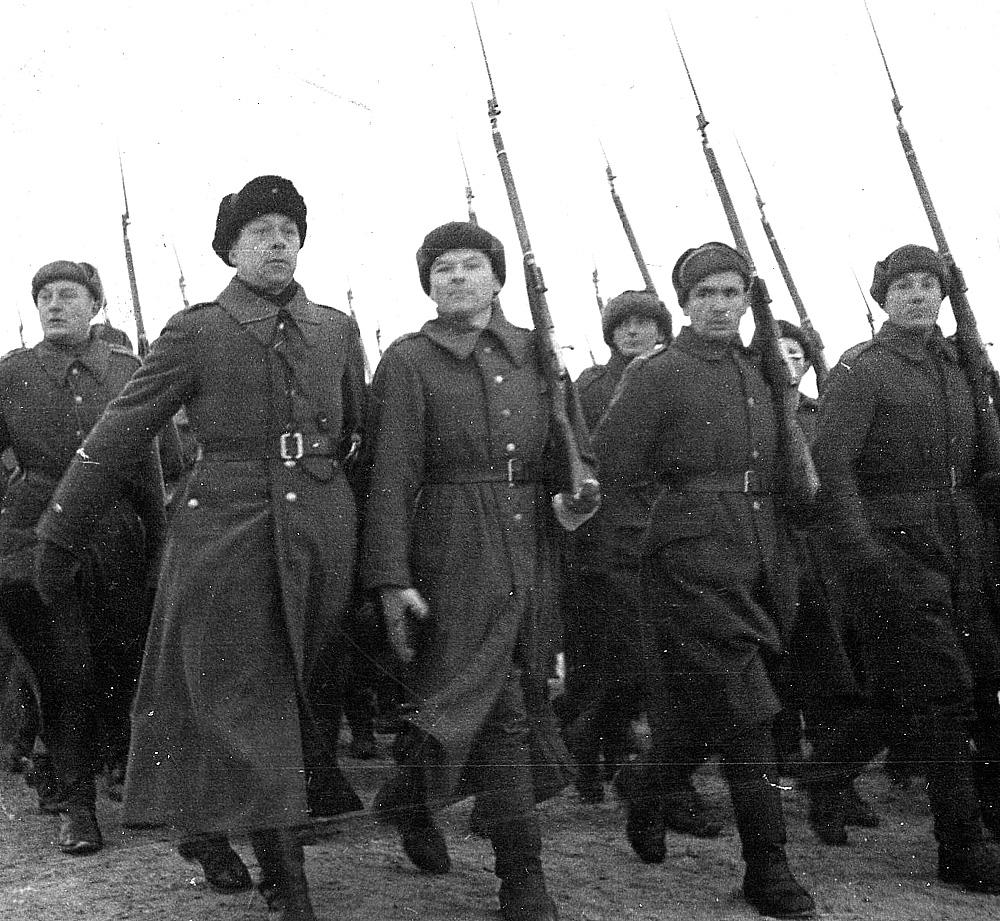
Парад польских частей «армии Андерса» в Бузулуке, декабрь 1941

22 июня 1941 года по инициативе подполковника Зигмунта Берлинга тринадцать офицеров польской армии (в том числе полковник и 4 подполковника) направили правительству СССР коллективное письмо с просьбой предоставить им возможность принять участие в войне с Германией.
30 июля 1941 года в Лондоне посол СССР в Великобритании И. М. Майский и польский премьер В. Сикорский подписали соглашение о восстановлении дипломатических отношений и взаимопомощи в борьбе с Германией, которое предусматривало создание польских воинских частей на территории СССР.
6 августа 1941 года командующим польской армией в СССР был назначен генерал Владислав Андерс (освобождённый 4 августа 1941 года).
12 августа 1941 года Президиум Верховного Совета СССР издал указ об амнистии для польских граждан на территории СССР.
14 августа 1941 года было подписано военное соглашение, которое предусматривало создание в кратчайший срок на территории СССР польской армии для борьбы против гитлеровской Германии совместно с войсками СССР и иных союзных держав. В соответствии с соглашением, общая численность польских воинских частей в СССР была определена в 30 тыс. военнослужащих. Для подготовки польской армии СССР предоставил польской стороне беспроцентный заём в размере 65 млн рублей (впоследствии увеличенный до 300 млн рублей). Кроме того, СССР предоставил польской стороне беспроцентный заём в размере 100 млн рублей для оказания помощи польским беженцам на территории СССР, а также выделил дополнительные 15 млн рублей в качестве безвозвратного пособия офицерскому составу формируемой польской армии.
4 декабря 1941 года была подписана Декларация правительства СССР и правительства Польской Республики о дружбе и взаимной помощи, в соответствии с которой правительство В. Сикорского вновь подтвердило обязательство «вести войну с немецкими разбойниками рука об руку с советскими войсками». Кроме того, была достигнута договорённость о увеличении общей численности польской армии в СССР с 30 тыс. до 96 тыс. чел..
С начала 1942 года на первый план выдвигается вопрос о сроках отправки польских дивизий на фронт. В феврале 1942 года правительство СССР обратилось к польской стороне с просьбой об отправке на фронт 5-й пехотной дивизии, обучение которой к этому времени было завершено. В. Андерс отверг возможность ввода в бой одной отдельной дивизии, принятое им решение поддержал В. Сикорский.
В марте 1942 года правительство СССР сообщило, что в связи с осложнением положения с продовольствием в СССР, количество продовольственных пайков для польских воинских частей в СССР, не принимающих участия в боевых действиях, будет уменьшено до 44 тысяч.
В конце марта 1942 года был проведён первый этап эвакуации в Иран армии Андерса — СССР покинули 31 488 военнослужащих польской армии и 12 400 гражданских лиц.
1 сентября 1942 года эвакуация армии Андерса была закончена. В общей сложности, в ходе двух эвакуаций из СССР выехало 75 491 военнослужащий и 37 756 гражданских лиц.

### Польские части на Ближнем Востоке и в Италии
Выведенные из СССР польские части армии Андерса были размещены в северном Ираке, а в июле 1943 года — переброшены в Палестину. 22 июля 1943 года они были преобразованы во 2-й польский корпус в составе британской армии.
7 декабря 1943 британское командование приняло решение отправить 2-й польский корпус в Италию.
24 марта 1944 года 2-й польский корпус получил приказ британского командования прорвать немецкие позиции в районе Монте-Кассино, взять штурмом монастырь и занять городок Пьедимонте и тем самым расчистить дорогу на Рим.
В апреле 1944 2-й польский корпус имел численность 46 тыс. военнослужащих и состоял из 3-й Карпатской стрелковой дивизии (командир — генерал Дух), 5-й Кресовой пехотной дивизии (генерал Сулик), 2-й танковой бригады (генерал Раковский) и 2-й артиллерийской группы.

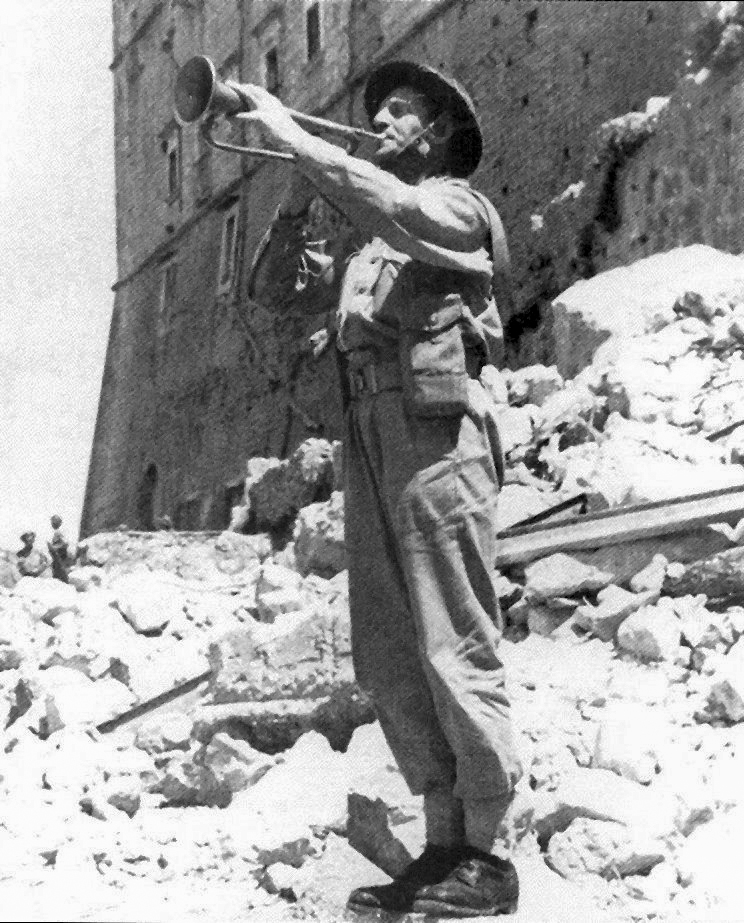
Польский горнист капрал Эмиль Чех трубит в Монте-Кассино в честь отступления немецких войск, 18 мая 1944 года

11 мая 1944 года началось четвёртое сражение за Монте-Кассино. После ожесточённых боёв с оборонявшимися немецкими 1-й парашютной и 5-й горнопехотной дивизиями, утром 18 мая поляки взяли монастырь и подняли над ним полковое знамя 12-го Подольского уланского полка и флаг Польши (позже по приказу генерала Андерса был водружён и британский флаг).
Утром 19 мая был очищен от немецких войск весь массив Монте-Кассино. Победа поляков обеспечила 13-му британскому корпусу проход в долину Лири.
25 мая канадские, британские и польские части прорвали немецкую «Линию Гитлера».
Всего за время сражения в районе Монте-Кассино 2-й польский корпус потерял тысячу человек убитыми и 3 тысячи ранеными.
После короткого отдыха генерал Андерс получил приказ двинуть польский корпус по Адриатическому побережью, чтобы захватить портовый город Анкону.
Тяжёлые бои на этом направлении начались 21 июня. 17 июля поляки начали штурм Анконы. 18 июля 2-я танковая бригада отрезала Анкону на северо-западе, затем Карпатский уланский полк вошёл в город. Порт, как требовалось командованием, был взят неповреждённым. В сражении за Анкону поляки потеряли более 600 убитыми и почти 2 тысячи ранеными. Взятие порта позволило британской 8-й армии продолжить наступление на Болонью.
Затем польский корпус получил приказ прорвать немецкую «Готскую линию», что было выполнено в августе 1944.
К концу 1944 2-й польский корпус был усилен двумя пехотными бригадами, 2-я танковая бригада была переформирована во 2-ю Варшавскую танковую дивизию.
В январе 1945 американский командующий 15-й группой армий, генерал Кларк, приказал союзным частям готовиться к последнему наступлению в Италии. Поскольку генерал Андерс был назначен на пост верховного командующего польскими вооружёнными силами, командующим 2-го польского корпуса стал генерал Бохуш-Шышко.
Наступление началось 9 апреля 1945. 21 апреля поляки взяли штурмом Болонью, потеряв более 200 убитыми и более 1200 ранеными.

### Польские части в Нормандии, Бельгии и Голландии
1-я танковая дивизия (командующий — генерал Станислав Мачек) — была высажена в июле 1944 года в Нормандии и включена в состав 2-го канадского корпуса. В августе 1944 года принимала участия в боевых действиях канадского корпуса в района города Фалез с целью соединения с американскими частями, наступавшими от Аржантана. В ходе Фалезского сражения польская 1-я танковая дивизия участвовала в окружении немецкой группировки, её военнослужащие взяли в плен более 5 тысяч немцев. Потери поляков составили более 400 убитыми и 1 тысяча ранеными. В конце августа 1944 польская дивизия с тяжёлыми боями наступала на восток, 6 сентября перешла франко-бельгийскую границу и взяла город Ипр, а позднее — города Тилт, Гент, Локерен, Сент-Николас. 16 сентября дивизия пересекла бельгийско-голландскую границу и получила приказ взять Антверпен. Задача была выполнена, но затем польская дивизия три недели вела бои против перешедших в контрнаступление немцев. В октябре 1944 дивизия продвинулись в Голландию и взяли город Бреда (городской совет Бреды объявил всех бойцов польской дивизии почётными гражданами города, и после окончания Второй мировой войны многие ветераны польской 1-й танковой дивизии поселились там). 8 ноября 1944 поляки достигли берега реки Маас. Там продвижение прекратилось — до 14 апреля 1945, когда польская дивизия после пятидневных боёв прорвала оборону немцев и вошла на территорию Германии. 6 мая 1945 поляки захватили немецкую военно-морскую базу в Вильгельмсхафене.
1-я отдельная парашютная бригада — на второй день после начала операции «Маркет Гарден», 18 сентября 1944 часть польской 1-й парашютной бригады (более 1 тысячи парашютистов) десантирована на северный берег Рейна, чтобы помочь осаждённой в Арнеме британской 1-й воздушно-десантной дивизии. Остальная часть бригады десантирована 23 сентября, в 30 км от первого десанта. Лишь небольшой части поляков удалось соединиться с британцами. В целом, эта операция союзников была неудачной. Поляки потеряли там более 200 погибшими и пропавшими без вести и более 200 ранеными.

### Польский флот за рубежом
Польские военно-морские силы продолжили воевать на западе после сентября 1939, поскольку ещё до начала Второй мировой войны три польских эсминца — «Блискавица», «Гром» и «Бужа» — были направлены в Британию. После начала войны две из пяти польских подлодок — «Вильк» и «Ожел» — прорвались из Балтики в Британию.

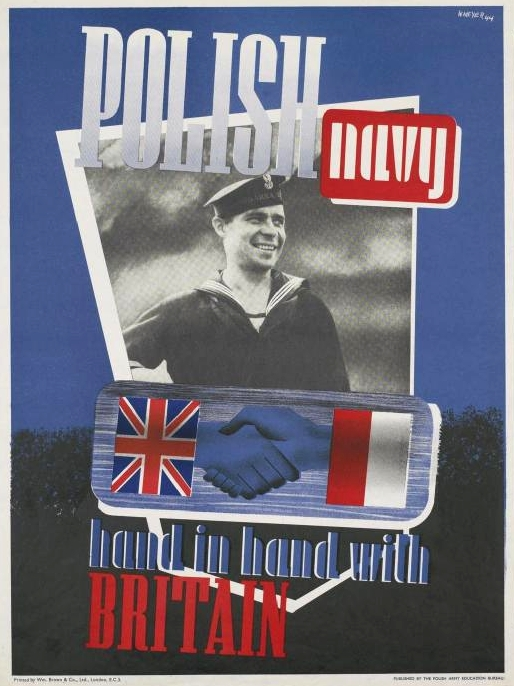
«Польский флот рука об руку с Британией»

В ноябре 1939 года было подписано военно-морское соглашение о сотрудничестве между польскими военно-морскими силами и британским флотом. Вскоре после этого военно-морские силы Польши арендовали у Британии несколько кораблей — 2 крейсера («Драгон» и «Конрад»), 6 эсминцев «Гарланд», «Пиорун», «Краковяк», «Куявяк», «Шлензак», «Оркан») и 3 подлодки («Сокол», «Ястшемб», «Дзик»).
В апреле 1940 года подлодка «Ожел» потопила немецкий транспорт «Рио-де-Жанейро», участвовавший в высадке немецких войск в Норвегии.
В 1941 году эсминец «Пиорун» совместно с флотилией британских эсминцев участвовал в преследовании немецкого линкора «Бисмарк».
В августе 1942 года эсминец «Шлензак» поддерживал артиллерийским огнём высадку британского десанта в Дьепе.
Подлодки «Сокол» и «Дзик» действовали в Средиземном море и получили прозвище «Страшные близнецы».
Польские военные корабли принимали участие в обеспечении десантных операций союзников в 1940 году в Нарвике, в 1942 году в Северной Африке, в 1943 году на Сицилию и в Италии. Они также входили в состав охранения арктических конвоев союзников, которые доставляли в СССР вооружение, продовольствие и иные военные материалы по программе «ленд-лиза».
Всего польские военные моряки потопили несколько военных кораблей противника (немецких и итальянских), в том числе 2 немецкие подводные лодки, около 40 транспортных судов и сбили около 20 самолётов.
Из примерно 4 тысяч польских военных моряков погибло около 400. Большинство оставшихся в живых по окончании Второй мировой войны остались на Западе.

### Польская авиация на Западе
После сентябрьской кампании 1939 года, многие польские военные лётчики постарались перебраться во Францию. В ходе обороны Франции польские пилоты сбили около 50 немецких самолётов, 13 поляков-лётчиков погибли.
Затем польские лётчики переправились в Британию, здесь были сформированы 2 польские эскадрильи в составе британских ВВС (302-я и 303-я, но поляки служили и в других британских эскадрильях). В битве за Британию (июль-октябрь 1940) участвовали 145 польских пилотов истребителей, которые сбили 201 самолёт противника.
Польская 303-я эскадрилья стала одной из самых результативных среди британских ВВС, сбив 125 немецких самолётов.
Летом 1940 были сформированы 2 польские бомбардировочные эскадрильи, позднее общее число польских эскадрилий в Британии достигло 15: из них 10 истребительных, 4 бомбардировочных и 1 эскадрилья наведения артиллерии.
В 1943 году группа польских лётчиков («Цирк Скальского») воевала в Северной Африке.
Польские лётчики бомбили Германию (15 тыс. тонн бомб), в том числе Берлин, Рур и Гамбург, и сбрасывали вооружение и боеприпасы для партизан в Польше (426 вылетов) и других стран (909 вылетов).
Всего за время войны польские лётчики совершили из Британии 73,5 тысячи боевых вылетов. Они сбили 760 немецких самолётов и 190 ракет Фау-1, потопили 2 подводные лодки.
Самыми результативными из польских пилотов были Станислав Скальский, Витольд Урбанович, Евгениуш Хорбачевский и Болеслав Гладыш, сбившие по 15 и более вражеских самолётов каждый.
Потери польских ВВС составили до 2 тысяч погибшими. После окончания Второй мировой войны большая часть польского лётно-технического персонала (всего в мае 1945 было более 14 тысяч) осталась жить на Западе.

## Борьба в оккупированной Польше

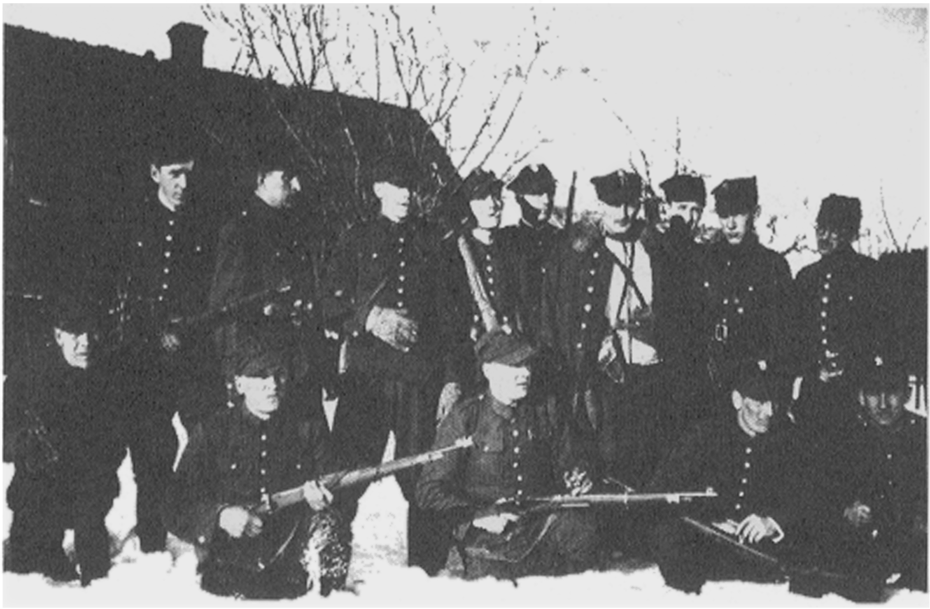
Польские партизаны из отряда Генриха Добжанского («Губали»), 1940 год

Сопротивление поляков началось уже в первые дни немецкой оккупации. В это время на территории страны действовали несколько вооружённых отрядов и групп военнослужащих разбитой польской армии, принявших решение продолжать вооружённую борьбу против немецких оккупантов. В их числе были: отряд под командованием майора Генриха Добжанского («Губали»), действовавший в Свентокшижских лесах; отряд Казика Дембяка; отряд Владислава Ясинского («Ендруся»), действовавший в окрестностях Сандомира; отряд Людвика Квятека, который действовал в уезде Илжа; отряд Коссака, который действовал в Яновских лесах, а также несколько мелких групп солдат в Тухольском бору, районе Седльце, Венгрув и Вышкув. В дальнейшем одни из этих отрядов были уничтожены немцами, другие распались, а третьи вошли в состав подпольных организаций.
В это же время начинается формирование первых подпольных организаций.
- так, уже в сентябре 1939 года по распоряжению польского военного командования были созданы «Тайная войсковая организация» (Tajna Organizacja Wojskowa, TOW), «Служба победе Польши» и др.
- параллельно, созданием конспиративных структур занимались руководство и активисты ряда военно-спортивных, общественных и молодёжных организаций: например, Союзом польских харцеров была создана тайная молодёжная организация «Серые шеренги»
- не остались в стороне и политические партии, которые также начали создание вооружённых формирований:

- например, партией «Стронництво народове» была создана «Народная военная организация» («Narodowa Organizacja Wojskowa, NOW»);
- свои организации создали польские социалисты, коммунисты и остальные левыме и леворадикалы: «Общество друзей СССР», организация коммунистов Варшавы «Молот и серп», «Пролетарий», «Рабочая гвардия», «Общелодзинский комитет саботажа», «Рабоче-крестьянская боевая организация» («РХОБ»), «Спартакус», «PWOR» («Polska Wojskowa Organizacja Rewolucyjna») и др.
- в начале 1940 года активистами Народной партии была создана «Крестьянская стража» («Chłopska Straż»), на основе которой впоследствии были сформированы «Батальоны хлопские».
- были сформированы организации, партии и т. д. ультраправыми и правыми силами: в частности, «Военная организация союза ящериц» и «Polska Organizacja Zbrojna».

В середине 1941 года начинаются процессы консолидации подпольных структур, которые продолжаются в 1942 году:
- так, в результате объединения тех или других организаций ультралевых, левых и в частности социалистических и коммунистических сил в конце 1941 года была создана организация «Союз освободительной борьбы», а в январе 1942 года — Гвардия Людова.
- в феврале 1942 года на основе ранее существовавшего «Союза вооружённой борьбы» была создана Армия Крайова, под командованием генерала С. Ровецкого. Её контролировало эмигрантское правительство в Лондоне[17], а руководители предполагали, что в состав АК должны войти все польские подпольные организации сопротивления, но на практике этого не произошло.
- летом-осенью 1942 года польскими правыми и крайне правыми были созданы «Народове силы збройне» (NSZ).

Во второй половине 1942 года активизируется партизанское движение и иные формы вооружённой борьбы с оккупантами и коллаборационистами (в частности, летом 1942 года была создана партизанская Гвардия Людова).
В 1943 году сопротивление коллаборационистам и захватчикам возрастает, принимает более активные формы и становится всё более массовым, однако одновременно с процессом консолидации антинацистских и антифашистских сил начинается их внутреннее размежевание.
- Гвардия Людова, часть БХ и некоторые другие движения левой, коммунистической, крайне левой и социалистической ориентации активизируют вооружённую борьбу с германскими оккупантами и их союзниками, и в своей деятельности ориентируются на сотрудничество с СССР и его союзниками;
- Армия Крайова продолжает действовать в соответствии с директивами эмигрантского правительства в Лондоне. В 1943 году в составе АК начинается создание партизанских сил.
- маленькие части правых и радикально правых сил (в частности, некоторые отряды NSZ) в тайне от других активизируют борьбу против политических противников и всё больше склоняются к сотрудничеству с нацистами и их союзниками.

1 января 1944 года была создана Армия Людова, в состав которой вошла Гвардия Людова, части Батальонов хлопских, отряды народно-рабочей милиции Партии польских социалистов, а также отдельные командиры, подразделения и бойцы Армии Крайовой.

#### Действия Армии Крайовой
В общей сложности партизанская АК, действовавшая с 1942 года, приняла участие в более чем 170 боевых столкновениях с немцами и их союзниками, уничтожив свыше 1000 врагов. Также аковцы активно занимались разведывательной деятельностью (в том числе в интересах западных союзников). Члены АК занимались саботажем и диверсиями, они организовали крушение 732 поездов, уничтожили около 4,3 тыс. автомашин, взорвали 40 железнодорожных мостов, осуществили около 25 тыс. диверсионных акций на военных заводах и освободили заключённых из 16 тюрем. Среди достижений следует назвать:
- сбор данных о расположении фабрик по производству бензина (Операция «Синтеза»);
- сбор данных о разработке ракетных снарядов «Фау-1» и «Фау-2» и их испытании на полигоне Пенемюнде;
- убийство ряда высокопоставленных функционеров немецкой оккупационной администрации (в частности, ими был убит бригадефюрер СС Франц Кучера).

### Действия Гвардии Людовой
Силы Гвардии Людовой в 1942—1943 годы провели больше 1400 операций (в том числе 237 боёв), ими были уничтожены 71 немецкий офицер, 1355 жандармов и полицейских, 328 германских агентов; в результате диверсий на железных дорогах они пустили под откос 116 товарных и 11 пассажирских эшелонов, разрушили 9 протяжённых участков железных дорог и приостановили движение на 3137 часов; уничтожили и вывели из строя 132 автомашины и 23 локомобиля; разрушили и сожгли 13 мостов, 36 железнодорожных станций, 19 почтовых отделений, 292 волостных управления, 11 фабрик и промышленных предприятий, 4 топливных склада с горючим и нефтепродуктами, 9 пунктов клеймения скота, а также ряд иных объектов.
1 января 1944 года Крайова Рада Народова приняла решение о расформировании Гвардии Людовой, которая вошла в состав Армии Людовой.
В течение 1944 года Армия Людова провели 904 боевых операций (в том числе, 120 крупных боёв); разрушили 79 шоссейных и железнодорожных мостов и 55 железнодорожных станций, организовали крушение 322 эшелонов; уничтожили свыше 19 тыс. гитлеровцев, 24 танка, 191 автомашину, 3 самолёта, 465 паровозов и 4000 вагонов.

### Восстания

#### Восстания в еврейских гетто

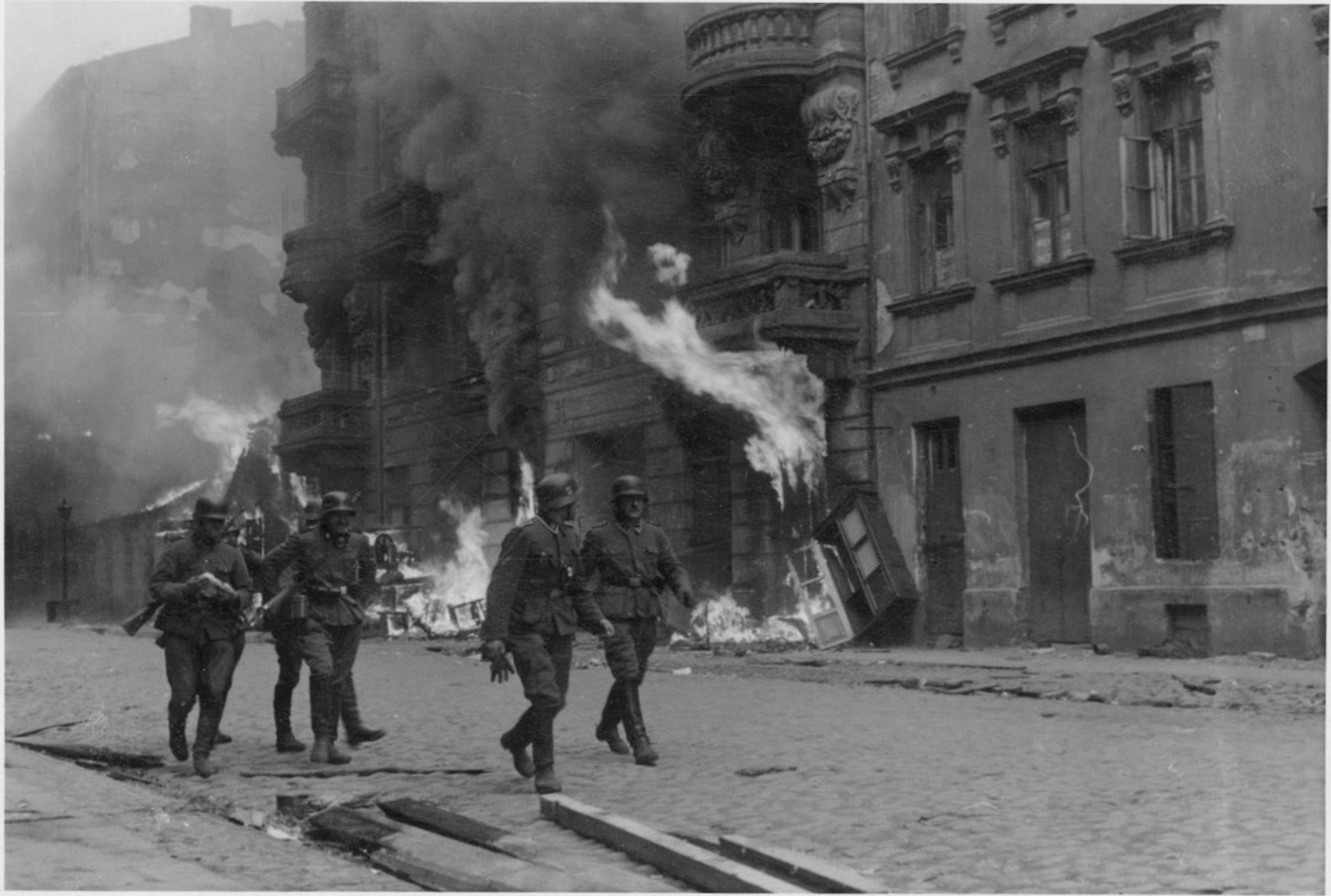
Солдаты СС в Варшавском гетто во время восстания

Историческим событием стало восстание в Варшавском гетто весной 1943 года под руководством Мордехая Анелевича. Вооружённые повстанцы почти месяц сражались с регулярными частями СС. Подпольные организации в других гетто также оказывали вооружённое сопротивление депортациям и организовывали нападения на немецкие объекты, например в городах Краков, Бендзин-Сосновец, Тарнув. Гетто в Белостоке, содержавшее вначале 50 000 евреев, было ликвидировано 16 августа 1943 года после пяти дней боёв с еврейским подпольем.

#### Операция «Буря»

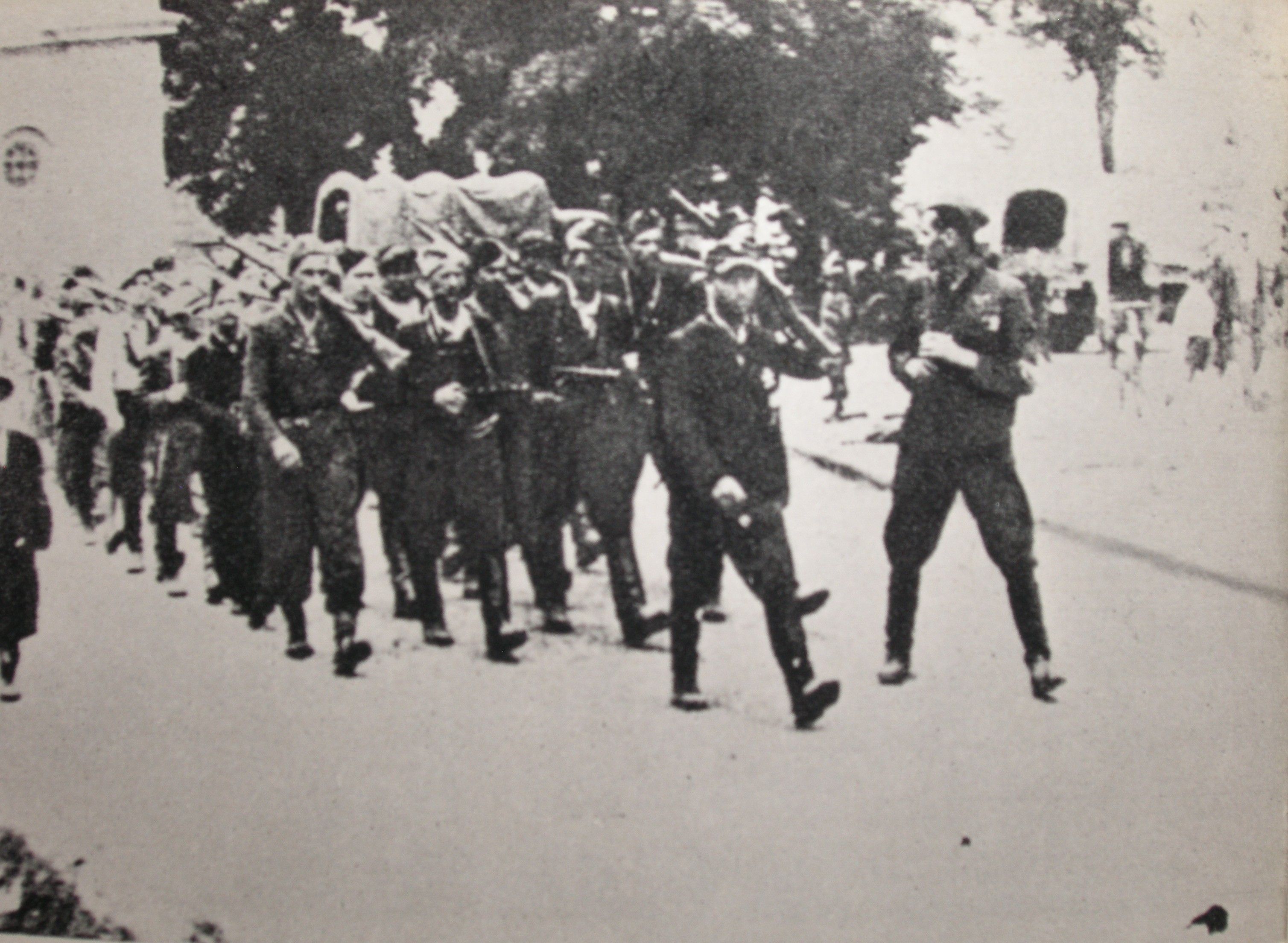
Части Армии Крайовой входят в Замосць, 1944 год

Летом 1944 года советские войска, осуществляя операцию «Багратион» и Львовско-Сандомирскую операцию, вступили на территорию Польши. 21 июля 1944 года в Хелме польскими коммунистами и их союзниками был создан Польский комитет национального освобождения — временное просоветское правительство Польши, несмотря на то, что законным правительством Польши в тот момент себя считало правительство Польши в изгнании.
Армия Крайова в 1944 году провела серию вооружённых выступлений под названием «План „Буря“», целью которых являлось установление контроля над городами в Польше до вступления в них советских войск или совместно с ними, но с установлением самостоятельно назначенных властей, подчиняющихся эмигрантскому правительству в Лондоне, и в конце концов власти этого правительства. Такие акции Армия Крайова пыталась организовать ещё при освобождении советскими войсками Западных Беларусии и Украины, однако ещё на конференции в Тегеране союзники по антигитлеровской коалиции договорились установить западную границу СССР по линии Керзона. Территориальные претензии Польши предполагалось удовлетворить за счёт Германии. Поэтому силы АК на освобождённых территориях разоружались или вступали в Войско польское, а в случае отказа уничтожались или их репрессировали.
В ответ на преследования за период с 28 июня 1944 до 30 мая 1945 года некоторыми представителями АК было убито 594 и ранено 218 советских военнослужащих. В общей сложности членами АК было убито около 1000 советских военнослужащих.

##### Варшавское восстание
Крупнейшей вооружённой акцией польского сопротивления в 1944 году стало организованное АК Варшавское восстание (в восстании также приняли участие Армия Людова и другие сопротивленцы).

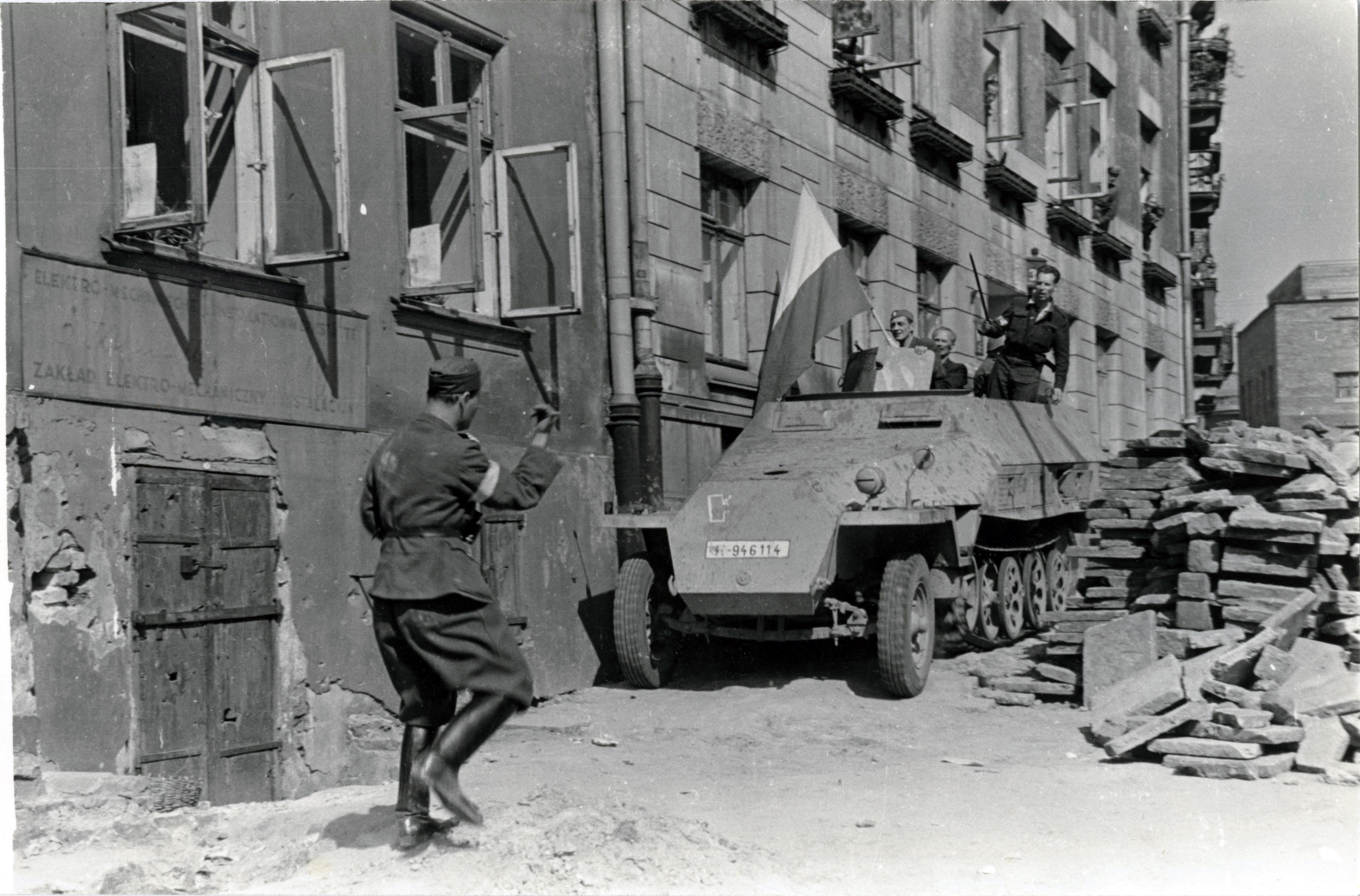
Улица Варшавы во время восстания

Варшавское восстание в военном отношении было направлено против национал-социалистов и их союзников, политически — против Германского Рейха и СССР, Польского комитета национального освобождения и демонстративно — против политики западных союзников.
К 31 июля Войско польское и Красная армия приблизились к Варшаве на расстояние около 60 км. Однако части 2-й танковой армии столкнулись с пятью танковыми армиями Вермахта. В результате операции «Багратион», когда фронт был сдвинут на запад на 500 км, тылы и обеспечение Красной армии растянулись, а военные аэродромы не успевали перебазироваться на новые рубежи. Маршал Рокоссовский (за несколько часов до начала восстания в Варшаве) был вынужден в 4.10 по московскому времени отдать приказ наступавшим на город частям перейти к обороне. 1 августа передовые отряды 8-й гвардейской дивизии форсировали Вислу и закрепились на плацдарме возле Магнушева, в 60 км южнее Варшавы.
Восстание началось в 17.00 1 августа 1944 года. По различным подсчётам, в восстании приняло от 23 до 50 тыс. активистов АК и представителей других движений сопротивления, на вооружении которых было несколько тысяч единиц оружия (в основном, лёгкого стрелкового), а также оружия кустарного производства, самодельных гранат и зажигательных бомб. Восставшим удалось освободить несколько районов города, однако коллаборационисты и германцы сумели удержать за собой важные объекты, арсеналы, и сохранили контроль над транспортными узлами. Но поскольку нацисты и коллаборационисты знали о готовящемся восстании и сконцентрировали в узловых пунктах 25 тыс. военнослужащих, уже 1 августа силы повстанцев были изолированы в нескольких отдельных очагах сопротивления (Старый Город, центр, Мокотов, Жолибож). Руководитель восстания генерал Тадеуш Коморовский в тот же день отбил в Лондон телеграмму, требуя «немедленной атаки Советов извне».
Тем временем германский гарнизон был усилен до 45-50 тыс. человек и после 4 августа коллаборационисты и германцы перешли в контрнаступление.
Польское правительство из Лондона требовало помощи от Сталина и обвиняло советское командование в том, что оно намеренно не развивает наступление. Дав поручение Жукову и Рокоссовскому подготовить план возобновления наступления, Сталин ответил, что это возможно после перегруппировки и не ранее 25 августа. 12 августа было опубликовано заявление ТАСС, в котором советское правительство возложило вину за неудачи восстания на эмигрантское правительство Польши и сообщалось, что никакой координации действий с советским командованием то не вело и начало восстание по своей инициативе, не ставя в известность командование РККА.
Тем не менее попытки прорвать оборону в направлении Варшавы предпринимались в течение всего августа и начала сентября. 14 сентября 1-я армия Войска Польского штурмом взяла предместье Варшавы Прагу и попыталась переправиться через Вислу, но неудачно. С этого момента силы Войска польского и Красной армии поддерживали восставших в большей степени авиацией и артиллерийским огнём, также они помогали повстанцам воздушными поставками. В боях за плацдарм Войско польское потеряло 3764 человек убитыми и ранеными, в том числе 1987 убитыми и пропавшими без вести.
У. Черчилль выступил в поддержку лондонского правительства и 9 сентября 1944 года СССР согласился предоставить воздушный коридор для переброски грузов восставшим. 18 сентября 1944 года в рамках операции «Фрэнтик» была проведена акция по сбросу военных грузов, в которой участвовали 105 американских бомбардировщиков и 62 истребителя. Основная часть сброшенных грузов оказалась у коллаборационистов и германцев.
К 30 сентября нацисты и коллаборационисты подавили сопротивление во всех крупных очагах. 2 октября 1944 года командовавший силами АК в Варшаве генерал Т. Бур-Коморовский подписал капитуляцию. По её условиям взятые бойцы сопротивления получили статус военнопленных, в отличие от варшавских подпольщиков, которые были практически поголовно уничтожены гитлеровцами и теми кто помогал им.

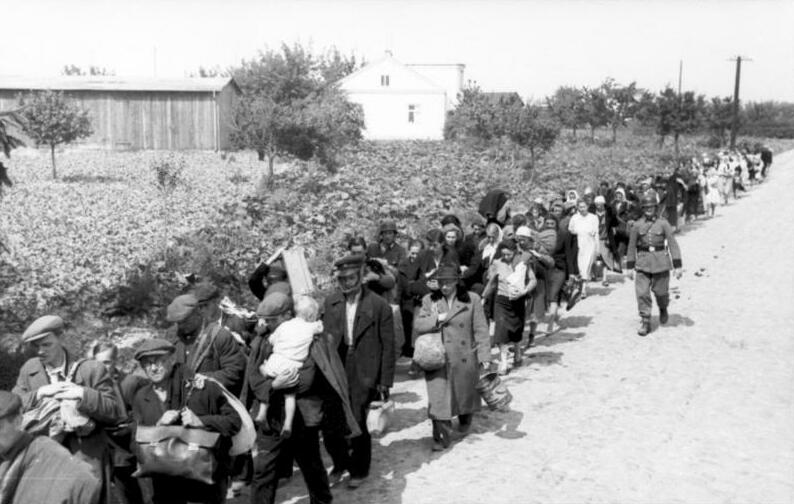
Депортация гражданского населения Варшавы после подавления восстания

В боях повстанцы потеряли 15,2 тыс. убитыми и 5-6 тыс. ранеными, ещё 15 тыс. были взяты в плен. Германские архивные данные свидетельствуют, что воинские формирования потеряли безвозвратно 1 танк T-V и 2 САУ Hetzer, полицейские подразделения и коллаборационистские воинские формирования потеряли безвозвратно несколько танков. Почти все повреждённые танки и САУ эвакуировали и ремонтировали (некоторые танки и САУ ремонтировали несколько раз). По версии польской стороны, уничтожены 290 танков, САУ и броневиков.
Германские архивные данные свидетельствуют, что все формирования нацистской Германии и коллаборационистов потеряли около 3000 погибших и умерших от ран и около 12 000 раненых. Потери группы фон Дем Баха, включая только граждан нацистской Германии и казаков, составили 9044 человек, в том числе 1570 убитых Подсчёт общих потерь нацистской Германии в боевых действиях в Варшаве с 1947 года основан на откровенной фальсификации немецких потерь до уровня 17 000 убитых и 9000 раненых. Эта и аналогичная «информация» широко встречается в СМИ, в учебниках истории, в современных работах Института национальной памяти, ряда историков и публицистов, в Музее Варшавского восстания.

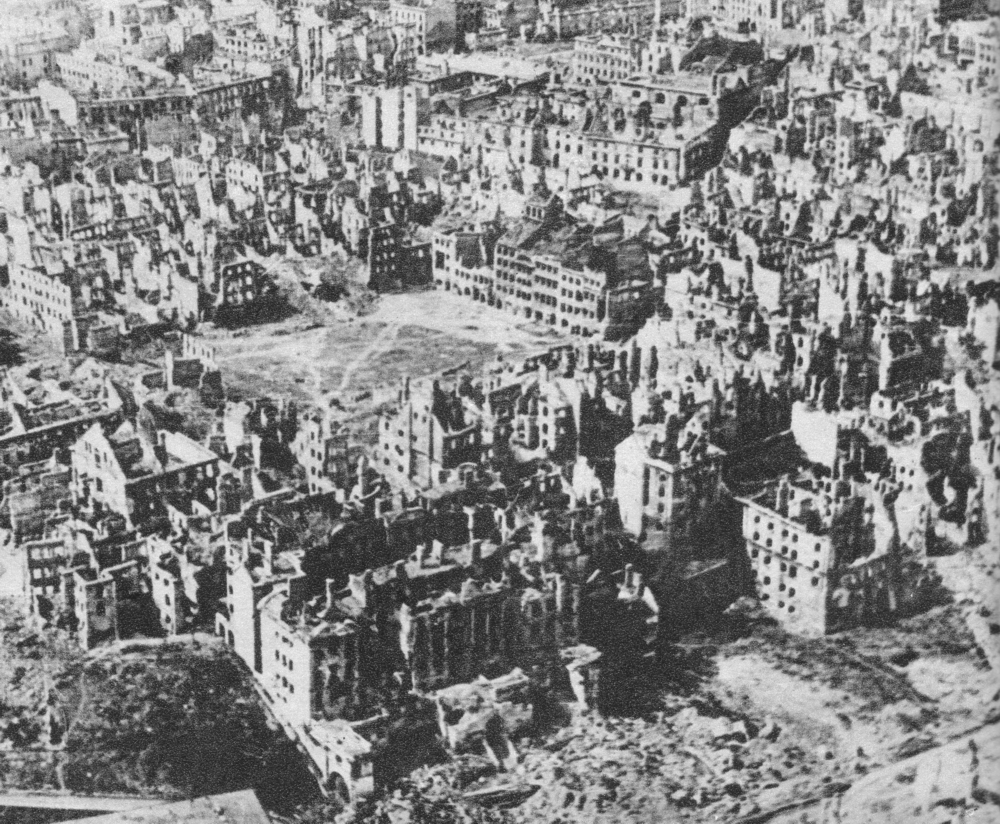
Варшава в январе 1945 года

Национал-социалисты и коллаборационисты жестоко подавили восстание, на 70 % уничтожив город и его жителей, которые были депортированы из города: часть была направлена в концлагеря, часть — в трудовые лагеря. После того, как входе боёв было разрушено 25 % жилого фонда Варшавы, после восстания коллаборационисты и нацисты квартал за кварталом сравняли с землёй ещё 55 % зданий.

## Польская армия в СССР (1943—1945)
В мае 1943 года, по инициативе «Союза польских патриотов» и при поддержке со стороны советского правительства на территории началось формирование новых польских воинских частей: сначала 1-й польской пехотной дивизии им. Т. Костюшко, а позднее — и иных польских воинских частей и подразделений. Командиром первой польской дивизии был назначен полковник Зыгмунт Берлинг (бывший начальник военного лагеря Армии Андерса в Красноводске), политруком — Александр Завадский. В июне 1943 года формирование дивизии было завершено, 15 июля 1943 года бойцы дивизии приняли воинскую присягу
10 августа 1943 года был создан 1-й польский корпус, в состав которого вошли уже существующие польские воинские части:
- 1-я польская пехотная дивизия
- 1-й польский танковый полк им. Героев Вестерплатте
- 1-й истребительный авиационный полк «Варшава»

В этот же день командование присвоило Берлингу звание генерала и назначило его командующим польским корпусом.
1 сентября 1943 1-я польская пехотная дивизия была отправлена на фронт, она поступила в оперативное подчинение 33-й армии Западного фронта.
12 — 13 октября 1943 года под Ленино Могилёвской области польские части вступили в первый бой с противником. В ходе боёв дивизия понесла существенные потери и была отведена в тыл для пополнения личным составом.
В январе 1944 года польский корпус был отправлен в район Смоленска. 13 марта 1944 Ставка решила развернуть польский корпус в 1-ю армию Войска Польского. Для этого корпус был передислоцирован на Украину, в район города Сумы, здесь численность польской армии была доведена до 78 тысяч.
Летом 1944 года в состав 1-й армии входили 4 пехотные и 1 зенитно-артиллерийская дивизии, 1 бронетанковая, 1 кавалерийская, 5 артиллерийских бригад, 2 авиаполка и другие части. Численность личного состава в это время составляла около 90 000 человек.
По состоянию на 22 июля 1944 года общая численность 1-й армии Войска Польского составляла 100 тыс. военнослужащих (в том числе, свыше 60 тыс. — в боевых частях и подразделениях), кроме того, в советских военно-учебных заведениях проходили обучение 2554 офицера и свыше 600 лётчиков. На вооружении 1-й армии Войска Польского находились 61 626 шт. винтовок и автоматов; 3714 пулемётов и ПТР; 1513 шт. орудий и миномётов; 217 танков, САУ и бронемашин; 3011 автомашин; 219 тягачей; 171 мотоцикл; 66 самолётов и 779 радиостанций.
20 июля 1944 года артиллерия 1-й армии Войска Польского поддерживала огнём части 69-й армии при форсировании Западного Буга. В этот же день первые польские воины ступили на польскую землю. В течение трёх следующих дней на западный берег Буга переправились основные силы 1-й польской армии. В конце июля — начале августа 1944 года 1-я польская армия находилась на стыке 8-й гвардейской армии и 69-й армии, она участвовала в боях с подразделениями 4-й немецкой танковой армии, наступлении на Хелм и Люблин, освобождении Демблина и Пулав (Пулавский плацдарм).

«С уважением и благодарностью вспоминаю я наших польских друзей, отважно сражавшихся плечом к плечу с советскими воинами. Ещё до форсирования Вислы они оказали нам большую помощь... Я уже упоминал о польских зенитчиках, прибывших на Вислу в самое трудное для нас время. Польской зенитной дивизией командовал полковник Прокопович, а начальником штаба был майор Соколовский. Эта дивизия самоотверженно прикрывала переправу наших частей через Вислу. Под огнём пулемётов, под разрывами бомб польские зенитчики вступали в тяжёлые схватки со вражеской артиллерией.
При форсировании Вислы и во время боёв по расширению Магнушевского плацдарма отлично действовала первая сапёрная польская бригада, которой командовал полковник Любанский, а его заместителем по политчасти был подполковник Зельгинский. Эта бригада под огнём артиллерии и авиации противника за двое суток навела мост через Вислу длиною в 900 метров. И хотя он просуществовал всего два часа, по нему было пропущено немало ценных грузов.
Польская танковая бригада под командованием генерала Межицана подошла к реке, когда на плацдарме шёл ожесточённый бой. В течение нескольких дней и ночей под непрерывными бомбёжками танки бригады переправлялись на пароме на западный берег реки. Польские танкисты проявляли исключительное мужество. Какой бы неистовой ни была бомбёжка, они оставались на пароме. Но вот паром разбило. Танкисты отправились на поиски переправочных средств. Вскоре они доложили, что под Демблином нашлась исправная баржа, на которую можно сразу поставить 8-10 танков. Ночью баржу доставили в район Пшевуз — Тарновский, и переправа танков продолжалась.
Переправившиеся танки сосредоточивались у Магнушева. Командир бригады сразу же организовал здесь крепкую оборону. Первая же попытка фашистских войск прорваться к Висле на этом направлении потерпела неудачу. Все атаки были отбиты с большими потерями для противника.
Исключительный героизм проявили польские танкисты на участке Ленкавица, Тшебень. В разгар боя генерал Межицан на танке занял место в строю.
Сражение не прекращалось целый день. Всё поле боя было усеяно горящими немецкими танками. Дорогой ценой удалось противнику вклинится в нашу оборону, но добиться большего он уже не смог. На помощь польским танкистам пришли танкисты тяжёлого танкового полка подполковника Оглоблина и артиллеристы полковника Кобрина. Общими усилиями боевые друзья ночью выбили противника. На поле боя осталось много трупов вражеских солдат и до 40 танков и бронемашин. За этот бой более ста танкистов танковой бригады тут же на поле боя получили советские ордена и медали. Среди награждённых запомнился мне экипаж танка № 212: командир хорунжий Павлицкий, водитель Яковленко, капрал Левик, рядовые Забницкий и Свянтек. Отважная пятёрка на своей боевой машине несколько раз ходила в разведку, подавила гусеницами огневые позиции двух батарей, подбила три немецких танка
Не менее отважно сражались за Магнушевский плацдарм на его правом фланге воины 3-й пехотной дивизии Войска Польского. Командовал дивизией полковник Станислав Галицкий. С ним мне довелось несколько раз встречаться на плацдарме. Храбрый и вдумчивый командир. На их долю выпала тяжёлая задача. Они обороняли участок Залесский, Загшев, который почему то особенно облюбовала фашистская авиация. „Юнкерсы“ без конца пикировали на боевые порядки полков. Только за одно утро здесь было зафиксировано более 400 самолётовылетов. После массированного удара авиации в наступление пошли немецкие танки и пехота. В этом бою погибли многие польские товарищи. Но дивизия не дрогнула и отбила все атаки».

1-я польская танковая бригада участвовала в обороне Студзянского плацдарма на западном берегу Вислы южнее Варшавы. В трёхдневных оборонительных боях на линии Магнушев — Рычевул — фольварк Студзянка польские воины уничтожили около 1500 военнослужащих противника, 2 танка «тигр», 1 танк «пантера», 12 танков T-IV, один танк T-III, 8 САУ, 9 бронетранспортёров, 11 75-мм орудий и 16 противотанковых ружей.
28 июля 1944 года части 1-й армии Войска Польского заняла боевые позиции на восточном берегу Вислы и получили приказ маршала Рокоссовского форсировать реку. В ночь на 1 августа это попыталась сделать 2-я польская дивизия. В итоге одна рота переправилась через Вислу, ещё одна рота смогла достичь одного из островков посреди реки. Все части, пытавшиеся форсировать Вислу, понесли тяжёлые потери.
Днём 1 августа через Вислу пытались переправиться 1-я и 2-я польские пехотные дивизии. В итоге 2-й полк 1-й дивизии был практически полностью уничтожен. 2 августа армия не пыталась наступать, поскольку все 9 попыток форсирования Вислы окончились неудачей. 3 августа попытки 2-й дивизии переправиться были остановлены немецкой артиллерией.
10 сентября 1944 года советские и польские войска перешли в наступление в районе Варшавы и 14 сентября овладели Прагой — предместьем Варшавы на восточном берегу Вислы. Непосредственно после завершения боёв в районе Праги (предместье Варшавы), части 1-й армии Войска Польского предприняли попытку переправиться на западный берег Вислы с целью оказать помощь восставшим.
В ночь с 15 на 16 сентября 1944 года в районе Саска-Кемпы началась переправа частей 3-й пехотной дивизии Войска Польского. Несмотря на ожесточённое противодействие противника, десантная операция продолжалась до 19 сентября 1944 года и была прекращена в связи с тяжёлыми потерями. 23 сентября 1944 года была произведена эвакуация ранее переправленных частей Войска Польского, а также группы присоединившихся к ним повстанцев на восточный берег Вислы. В ходе операции общие потери Войска Польского составили 3764 солдат и офицеров, в том числе 1987 чел. убитыми на западном берегу Вислы (1921 военнослужащих 3-й пехотной дивизии Войска Польского и 366 военнослужащих 2-й дивизии Войска Польского), потери ранеными составили 289 военнослужащих.

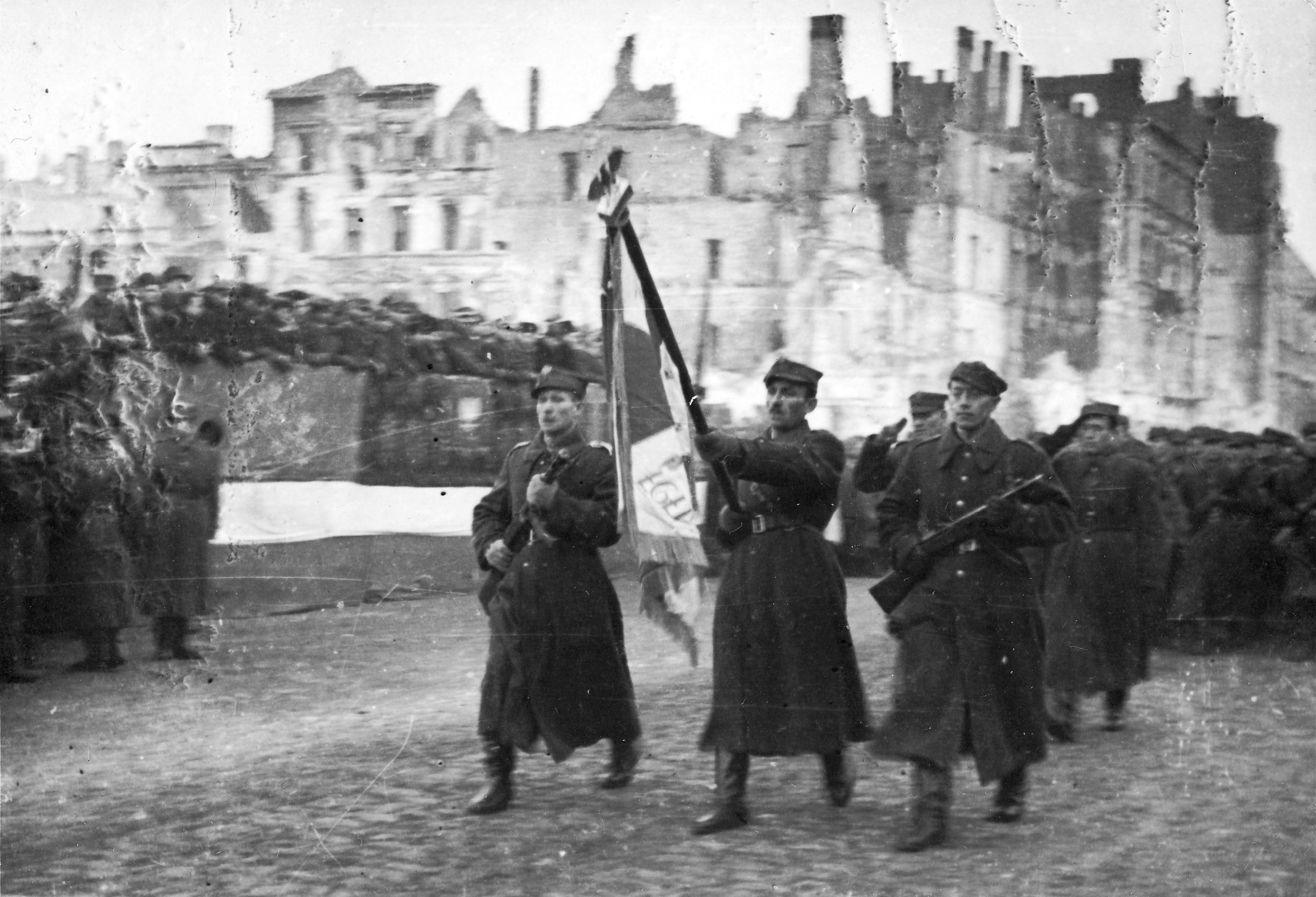
Солдаты 1-й польской армии в освобождённой Варшаве, 19 января 1945 г.

12 января 1945 года началось новое советское наступление, в котором участвовала 1-я польская армия. 16-17 января 1945 года была освобождена Варшава, которую немцы превратили в руины.
В конце января 1945 года 1-я польская армия (93 тысячи человек) дислоцировалась в Померании. В феврале она перешла в наступление.
В феврале-марте 1945 года 1-я польская армия в течение десяти дней вела ожесточённые бои за город Кольберг, которому гитлеровское командование присвоило статус крепости. 18 марта 1945 года части 1-й армии Войска Польского установили контроль над городом. В боях за Кольберг немецкие войска потеряли 5000 военнослужащих убитыми и 6992 пленными.
13 апреля 1945 года части 1-й польской армии достигли реки Одер.

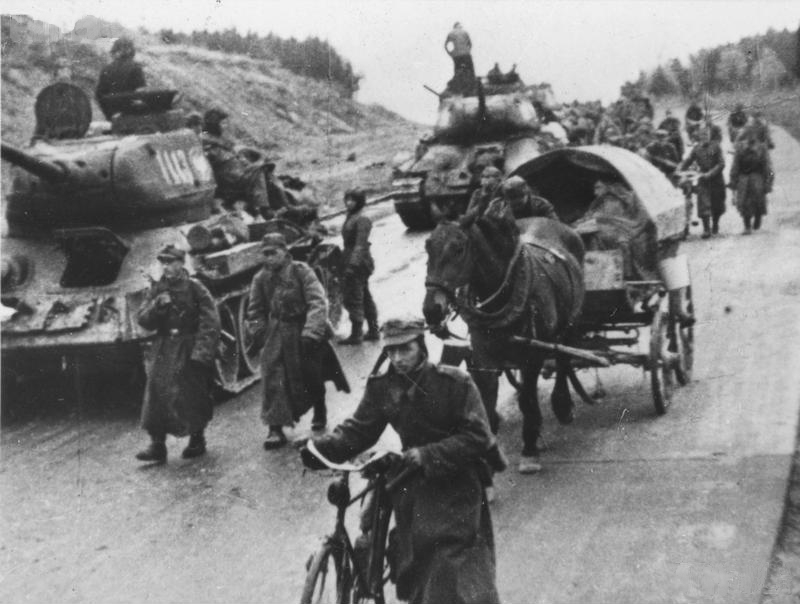
Польская армия движется к Берлину

В январе 1945 года было завершено формирование 2-й армии Войска Польского. Она была переброшена к реке Нейсе, которую форсировала 17 апреля. На следующий день немецкие войска под командованием фельдмаршала Шёрнера, шедшие на защиту Берлина, частично отбросили, частично окружили части 2-й польской армии.
20 апреля немецкие войска оставили позиции на западном берегу Одера и стали отступать на запад.

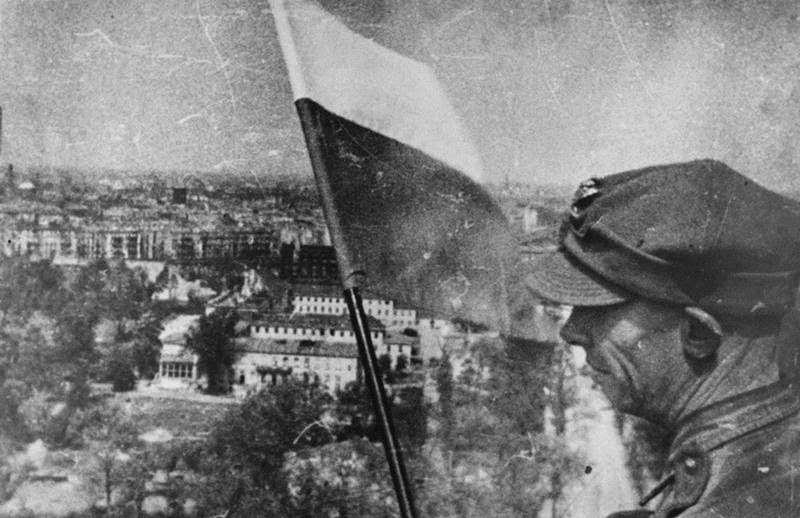
Польский солдат устанавливает польский флаг на колонне Победы. 2 мая 1945 года. Берлин.

В Берлинской наступательной операции приняли участие 1-я и 2-я армии Войска Польского, в составе которых к этому времени насчитывалось 36 частей и соединений общей численностью 185 тыс. чел. (в том числе, 10 пехотных дивизий, 14 полков и 20 отдельных батальонов), 3 тысячи орудий и миномётов, 508 танков и САУ, 320 самолётов.
Вклад польских воинов в победу получил высокую оценку: более 5 тысяч военнослужащих и 23 соединения и части Войска Польского были награждены советскими орденами, 13 раз Войско Польское было отмечено в приказах Верховного Главнокомандующего Вооружёнными Силами СССР (при этом, всего за период Великой Отечественной войны было издано 373 благодарственных приказа, и ещё 5 приказов были изданы за войну с Японией). Лучшие воины Войска Польского принимали участие в Параде Победы на Красной площади 24 июня 1945 года.
В мае-июне 1945 г. Войско Польское насчитывало около 400 000 человек. Оно было крупнейшей регулярной воинской силой, сражавшейся вместе с советскими войсками. В составе Войска Польского (1-я, 2-я армии и Резерв Главного командования) имелось 2 армейских управления, 1 танковый корпус; 14 пехотных, 1 артиллерийская и 3 зенитные артиллерийские дивизии; 10 артиллерийских, 1 миномётная, 1 мотострелковая, 5 инженерно-сапёрных, 1 кавалерийская и 2 отдельные танковые бригады, 4 авиационные дивизии, а также ряд специальных, вспомогательных и тыловых частей и несколько военно-учебных заведений. На вооружении имелось 4 тыс. орудий и миномётов, 400 танков и САУ, 600 самолётов и 8 тыс. пулемётов.
В общей сложности, в течение войны СССР передал в Войско Польское 302 994 винтовок и карабинов, 106 531 автомат, 18 799 ручных и станковых пулемётов, 6768 противотанковых ружей, 4806 миномётов, 3898 орудий, около 1000 танков и САУ, 1200 самолётов, 1800 автомашин и значительное количество иного снаряжения и военного имущества, а также обеспечивал снабжение Войска Польского обмундированием, продовольствием, боеприпасами, горючим и медикаментами.

## Участие польских граждан в советском партизанском движении (1941—1944)
Польские граждане принимали активное участие в советском партизанском движении на оккупированной территории СССР.
В советском партизанском движении на территории БССР приняли участие 2500 поляков, из них 703 были награждены советскими правительственными наградами.
В советском партизанском движении на территории УССР принимали участие 2000 поляков. Кроме того, поляки были среди помощников подпольных организаций. Хозяином квартиры в Ровно, в которой в 1943-1944 гг. проживал советский разведчик Н. И. Кузнецов являлся пекарь Антон Марциняк (поляк по национальности). 5 апреля 1944 года он получил документы участника советского партизанского движения.
Из 9187 установленных поимённо советских партизан и подпольщиков, действовавших на территории Литовской ССР (личность части погибших в начальный период войны осталась не установленной) 3,5 % по национальности были поляками.
- так, в состав возникшей в начале 1942 года в Вильнюсе советской подпольной организации «Союз активной борьбы» вошли польский коммунист Я. К. Пшевальский и ещё несколько польских антифашистов[65].

Кроме того, поляки принимали участие в советском партизанском движении на территории других республик СССР:
- так, активистами советской подпольной организации, действовавшей в посёлке Сеща Брянской области РСФСР являлись поляки Януш Пшимановский, Вацек Мессьяш, Ян Маньковский, Ян Тима и Стефан Горкевич (военнослужащие немецкой воинской части L50485A, осуществлявшей военно-строительные работы на аэродроме в районе посёлка)[66]
- в состав подпольной группы, действовавшей в железнодорожных мастерских Даугавпилса, входили поляки Казимир Лаздовский и его сын, тоже Казимир Лаздовский[67]

В общей сложности, в советском партизанском движении на оккупированной территории СССР приняли участие 5 тысяч поляков. За участие в антифашистской борьбе в подполье и партизанских отрядах на территории СССР советскими правительственными наградами были награждены 993 польских граждан.

## Диверсионная деятельность в Германии
В декабре 1942 года на немецкой территории начала действовать польская диверсионная группа «Zagra-Lin» из 18 человек, находившаяся в подчинении лондонского правительства. В феврале 1943 года они устроили взрыв на вокзале Фридрихштрассе, позднее — взрыв на Берлинской городской железнодорожной линии, а в апреле 1943 года — взрыв на центральном железнодорожном вокзале Берлина. Взрывы имели значительный общественный резонанс, кроме того, в результате взрывов был нанесён вред объектам железнодорожной инфраструктуры и убиты и ранены несколько немцев. В начале июня 1943 группа была выявлена гестапо и в дальнейшем — ликвидирована немецкими спецслужбами и полицией.